# Kwalificatiefase voor het hoofdtoernooi van de UEFA Women's Champions League 2024/25
De kwalificatiefase voor het hoofdtoernooi van de UEFA Women's Champions League 2024/25 werd tussen 4 en 26 september 2024 gespeeld. In totaal namen 68 teams deel aan de kwalificatiefase.

## Data
Alle lotingen vonden plaats in het UEFA hoofdkantoor in Nyon, Zwitserland.
| Ronde    | Datum loting     | Heenwedstrijd                    | Terugwedstrijd                                     |
| -------- | ---------------- | -------------------------------- | -------------------------------------------------- |
| 1e ronde | 5 juli 2024      | 4 september 2024 (halve finales) | 7 september 2024 (wedstrijd om 3e plaats & finale) |
| 2e ronde | 9 september 2024 | 18 en 19 september 2024          | 25 en 26 september 2024                            |

## Instroming per ronde
In onderstaande lijst is te zien welk land wanneer instroomde en met hoeveel teams het deelnam.
|          |                            | Teams nieuw deze ronde:                                           | Teams van de vorige ronde:                     |
| -------- | -------------------------- | ----------------------------------------------------------------- | ---------------------------------------------- |
| 1e ronde | Kampioenen (42 teams)      | - 42 nummers 1 van de landen 8-50 (zonder Rusland)                |                                                |
| 1e ronde | Niet-kampioenen (16 teams) | - 6 nummers 3 van de landen 1–6 - 10 nummers 2 van de landen 7-16 |                                                |
| 2e ronde | Kampioenen (14 teams)      | - 3 nummers 1 van de landen 5-7                                   | - 11 winnaars van de 1e ronde (Kampioenen)     |
| 2e ronde | Niet-kampioenen (10 teams) | - 6 nummers 2 van de landen 1-6                                   | - 4 winnaars van de 1e ronde (Niet-kampioenen) |

## Deelnemende clubs
|  | Door naar het hoofdtoernooi van de Champions League |

| Groepsfase               | Groepsfase          | Groepsfase          | Groepsfase          |
| ------------------------ | ------------------- | ------------------- | ------------------- |
| FC Barcelona TH          | Olympique Lyon      | Bayern München      | Chelsea             |
| Tweede kwalificatieronde |                     |                     |                     |
| Kampioenen               | Niet-kampioenen     | Niet-kampioenen     | Niet-kampioenen     |
| AS Roma                  | Paris Saint-Germain | VfL Wolfsburg       | Real Madrid         |
| Hammarby IF              | Manchester City     | Juventus            | BK Häcken           |
| SK Slavia Praag          |                     |                     |                     |
| Eerste kwalificatieronde |                     |                     |                     |
| Kampioenen               | Kampioenen          | Kampioenen          | Niet-kampioenen     |
| Nordsjælland             | SFK 2000            | Kirjat Gat          | Paris FC            |
| SL Benfica               | KuPS Kuopio         | Flora Tallinn       | Eintracht Frankfurt |
| FC Twente                | Ferencváros         | Cardiff City        | Atlético Madrid     |
| Vålerenga                | Pogoń Szczecin      | Lantsjchoeti        | Arsenal             |
| Celtic                   | FC Gintra           | Racing Union        | Fiorentina          |
| Sankt Pölten             | FCV Farul Constanța | Glentoran           | Linköping           |
| Vorskla Poltava          | ŽNK Osijek          | Birkirkara FC       | AC Sparta Praag     |
| Valur Reykjavík          | Peamount United     | SFK Rīga            | Brøndby             |
| Dinamo Minsk             | ŽNK Mura            | KÍ Klaksvík         | Sporting CP         |
| BIIK Kazygurt            | Galatasaray         | Agarista Anenii Noi | Ajax                |
| Servette FC              | PAOK Saloniki       | ŽFK Ljuboten        | Rosenborg           |
| Vllaznia Shkodër         | KFF Mitrovica       | Pjoenik             | Rangers             |
| Apollon Ladies FC        | FC NSA Sofia        | Neftçi Bakoe        | First Vienna FC     |
| Rode Ster Belgrado       | Spartak Myjava      |                     | FK Kolos Kovalivka  |
| RSC Anderlecht           | Breznica Pljevlja   | Breiðablik          |                     |
|                          |                     | FK Minsk            |                     |

## Eerste ronde
De eerste ronde werd gespeeld in een mini-toernooiformaat van elk vier teams. De loting vond plaats op 5 juli 2024. Bij de loting werd ook bepaald welke clubs als hosts dienden voor de minitoernooien. De halve finales werden op 4 september 2024 gespeeld. De wedstrijden om de derde plaats en de finales werden op 7 september 2024 gespeeld.

### Loting
Bij de lotingen werd op basis van de UEFA-clubcoëfficiënten een lijst opgemaakt met geplaatste en ongeplaatste clubs, daarbij werd een geplaatste club gekoppeld aan een ongeplaatste club. Clubs met het hoogste coëfficiënt werden vrijgeloot voor de halve finales.
| Geplaatst | Ongeplaatst |
| --- | --- |
| - SL Benfica - Sankt Pölten - BIIK Kazygurt - FC Twente - Vllaznia Shkodër - Vålerenga - Vorskla Poltava - Apollon Ladies FC - RSC Anderlecht - Valur Reykjavík - SFK 2000 - Ferencváros - Servette FC - ŽNK Mura - FC Gintra - Dinamo Minsk - PAOK Saloniki - Breznica Pljevlja - Racing Union - KFF Mitrovica - KuPS Kuopio - ŽNK Osijek | - Birkirkara FC - SFK Rīga - Flora Tallinn - Kirjat Gat - Celtic - Agarista Anenii Noi - Lantsjchoeti - FC NSA Sofia - KÍ Klaksvík - Nordsjælland - Spartak Myjava - Peamount United - Glentoran - ŽFK Ljuboten - Rode Ster Belgrado - Cardiff City - Pogoń Szczecin - FCV Farul Constanța - Galatasaray - Pjoenik - Neftçi Bakoe |

| Geplaatst                                                                                                  | Ongeplaatst |
| --- | --- |
| - Arsenal - Atlético Madrid - Paris FC - AC Sparta Praag - Eintracht Frankfurt - Ajax - Brøndby - FK Minsk | - Breiðablik - Fiorentina - Rosenborg - Sporting CP - Linköping - Rangers - First Vienna FC - FK Kolos Kovalivka |

### Kampioensroute

#### Toernooi 1
Gehost door SFK 2000.
|  | Halve finale | Halve finale |              |   | Finale | Finale |
|  |              |              |              |   |        |        |
|  | 4 september  |              |              |   |        |        |
|  |              |              |              |   |        |        |
|  | SFK 2000     | 3            |              |   |        |        |
|  | SFK 2000     | 3            | 7 september  |   |        |        |
|  | KÍ Klaksvík  | 0            |              |   |        |        |
|  | KÍ Klaksvík  | 0            | SFK 2000     | 0 |        |        |
|  | 4 september  |              | SFK 2000     | 0 |        |        |
|  |              | SL Benfica   | 4            |   |        |        |
|  | SL Benfica   | SL Benfica   | 4            | 3 |        |        |
|  | SL Benfica   |              |              | 3 |        |        |
|  | Nordsjælland | 1            |              |   |        |        |
|  | Nordsjælland | 1            | Troostfinale |   |        |        |
|  |              |              |              |   |        |        |
|  | 7 september  |              |              |   |        |        |
|  |              |              |              |   |        |        |
|  | KÍ Klaksvík  | 0            |              |   |        |        |
|  | KÍ Klaksvík  | 0            |              |   |        |        |
|  | Nordsjælland | 2            |              |   |        |        |

##### Halve finales
|                            |                                |         |             |                                                                                             |
| 4 september 2024 11:00 uur | SFK 2000                       | 3 – 0   | KÍ Klaksvík | Stadion: Asim Ferhatović Hasestadion, Sarajevo Toeschouwers: 320 Scheidsrechter: Oxana Cruc |
| 4 september 2024 11:00 uur | Krajnić 29' Kršo 71' Medić 80' | Verslag |             | Stadion: Asim Ferhatović Hasestadion, Sarajevo Toeschouwers: 320 Scheidsrechter: Oxana Cruc |
| 4 september 2024 11:00 uur |                                |         |             | Stadion: Asim Ferhatović Hasestadion, Sarajevo Toeschouwers: 320 Scheidsrechter: Oxana Cruc |
| 4 september 2024 11:00 uur |                                |         |             | Stadion: Asim Ferhatović Hasestadion, Sarajevo Toeschouwers: 320 Scheidsrechter: Oxana Cruc |
|                            |                                |         |             |                                                                                             |

|                            |                                     |         |              | |
| 4 september 2024 17:00 uur | SL Benfica                          | 3 – 1   | Nordsjælland | Stadion: Asim Ferhatović Hasestadion, Sarajevo Toeschouwers: 100 Scheidsrechter: Andromáchi Tsioflíki |
| 4 september 2024 17:00 uur | Martín-Prieto 23', 45+2' Raysla 39' | Verslag | 56' Walter   | Stadion: Asim Ferhatović Hasestadion, Sarajevo Toeschouwers: 100 Scheidsrechter: Andromáchi Tsioflíki |
| 4 september 2024 17:00 uur |                                     |         |              | Stadion: Asim Ferhatović Hasestadion, Sarajevo Toeschouwers: 100 Scheidsrechter: Andromáchi Tsioflíki |
| 4 september 2024 17:00 uur |                                     |         |              | Stadion: Asim Ferhatović Hasestadion, Sarajevo Toeschouwers: 100 Scheidsrechter: Andromáchi Tsioflíki |
|                            |                                     |         |              | |

##### Troostfinale
|                            |             |         |                         |                                                                                               |
| 7 september 2024 11:00 uur | KÍ Klaksvík | 0 – 2   | Nordsjælland            | Stadion: Asim Ferhatović Hasestadion, Sarajevo Toeschouwers: 50 Scheidsrechter: Olivia Tschon |
| 7 september 2024 11:00 uur |             | Verslag | 6' Scheuer 88' Andersen | Stadion: Asim Ferhatović Hasestadion, Sarajevo Toeschouwers: 50 Scheidsrechter: Olivia Tschon |
| 7 september 2024 11:00 uur |             |         |                         | Stadion: Asim Ferhatović Hasestadion, Sarajevo Toeschouwers: 50 Scheidsrechter: Olivia Tschon |
| 7 september 2024 11:00 uur |             |         |                         | Stadion: Asim Ferhatović Hasestadion, Sarajevo Toeschouwers: 50 Scheidsrechter: Olivia Tschon |
|                            |             |         |                         |                                                                                               |

##### Finale
|                            |                                                    |         |          |                                                                                                 |
| 7 september 2024 17:00 uur | SL Benfica                                         | 4 – 0   | SFK 2000 | Stadion: Asim Ferhatović Hasestadion, Sarajevo Toeschouwers: 520 Scheidsrechter: Emanuela Rusta |
| 7 september 2024 17:00 uur | Amado 6' Martín-Prieto 11' Davidson 25' Alidou 68' | Verslag |          | Stadion: Asim Ferhatović Hasestadion, Sarajevo Toeschouwers: 520 Scheidsrechter: Emanuela Rusta |
| 7 september 2024 17:00 uur |                                                    |         |          | Stadion: Asim Ferhatović Hasestadion, Sarajevo Toeschouwers: 520 Scheidsrechter: Emanuela Rusta |
| 7 september 2024 17:00 uur |                                                    |         |          | Stadion: Asim Ferhatović Hasestadion, Sarajevo Toeschouwers: 520 Scheidsrechter: Emanuela Rusta |
|                            |                                                    |         |          |                                                                                                 |

#### Toernooi 2
Gehost door Lantsjchoeti.
|  | Halve finale     | Halve finale |                  |   | Finale | Finale |
|  |                  |              |                  |   |        |        |
|  | 4 september      |              |                  |   |        |        |
|  |                  |              |                  |   |        |        |
|  | Vllaznia Shkodër | 3            |                  |   |        |        |
|  | Vllaznia Shkodër | 3            | 7 september      |   |        |        |
|  | Lantsjchoeti     | 0            |                  |   |        |        |
|  | Lantsjchoeti     | 0            | Vllaznia Shkodër | 0 |        |        |
|  | 4 september      |              | Vllaznia Shkodër | 0 |        |        |
|  |                  | Sankt Pölten | 1                |   |        |        |
|  | Sankt Pölten     | Sankt Pölten | 1                | 5 |        |        |
|  | Sankt Pölten     |              |                  | 5 |        |        |
|  | Neftçi Bakoe     | 0            |                  |   |        |        |
|  | Neftçi Bakoe     | 0            | Troostfinale     |   |        |        |
|  |                  |              |                  |   |        |        |
|  | 7 september      |              |                  |   |        |        |
|  |                  |              |                  |   |        |        |
|  | Lantsjchoeti     | 2            |                  |   |        |        |
|  | Lantsjchoeti     | 2            |                  |   |        |        |
|  | Neftçi Bakoe     | 1            |                  |   |        |        |

##### Halve finales
|                            |                               |         |              |                                                                                             |
| 4 september 2024 16:00 uur | Vllaznia Shkodër              | 3 – 0   | Lantsjchoeti | Stadion: Ramaz Sjengeliastadion, Koetaisi Toeschouwers: 240 Scheidsrechter: Teresa Oliveira |
| 4 september 2024 16:00 uur | Doçi 42' Borçi 45+4' Ndoj 82' | Verslag |              | Stadion: Ramaz Sjengeliastadion, Koetaisi Toeschouwers: 240 Scheidsrechter: Teresa Oliveira |
| 4 september 2024 16:00 uur |                               |         |              | Stadion: Ramaz Sjengeliastadion, Koetaisi Toeschouwers: 240 Scheidsrechter: Teresa Oliveira |
| 4 september 2024 16:00 uur |                               |         |              | Stadion: Ramaz Sjengeliastadion, Koetaisi Toeschouwers: 240 Scheidsrechter: Teresa Oliveira |
|                            |                               |         |              |                                                                                             |

|                            |                                                           |         |              |                                                                                               |
| 4 september 2024 16:00 uur | Sankt Pölten                                              | 5 – 0   | Neftçi Bakoe | Stadion: Tskaltubo Technical Center, Tskaltoebo Toeschouwers: 75 Scheidsrechter: Jelena Kumer |
| 4 september 2024 16:00 uur | Hillebrand 12', 17' Klein 16' (pen.) Zver 47' Dubcová 51' | Verslag |              | Stadion: Tskaltubo Technical Center, Tskaltoebo Toeschouwers: 75 Scheidsrechter: Jelena Kumer |
| 4 september 2024 16:00 uur |                                                           |         |              | Stadion: Tskaltubo Technical Center, Tskaltoebo Toeschouwers: 75 Scheidsrechter: Jelena Kumer |
| 4 september 2024 16:00 uur |                                                           |         |              | Stadion: Tskaltubo Technical Center, Tskaltoebo Toeschouwers: 75 Scheidsrechter: Jelena Kumer |
|                            |                                                           |         |              |                                                                                               |

##### Troostfinale
|                            |                             |         |              | |
| 7 september 2024 15:00 uur | Lantsjchoeti                | 2 – 1   | Neftçi Bakoe | Stadion: Tskaltubo Technical Center, Tskaltoebo Toeschouwers: 65 Scheidsrechter: Caroline Lanssens |
| 7 september 2024 15:00 uur | Ramírez 13' Soelasjvili 55' | Verslag | 53' Dülek    | Stadion: Tskaltubo Technical Center, Tskaltoebo Toeschouwers: 65 Scheidsrechter: Caroline Lanssens |
| 7 september 2024 15:00 uur |                             |         |              | Stadion: Tskaltubo Technical Center, Tskaltoebo Toeschouwers: 65 Scheidsrechter: Caroline Lanssens |
| 7 september 2024 15:00 uur |                             |         |              | Stadion: Tskaltubo Technical Center, Tskaltoebo Toeschouwers: 65 Scheidsrechter: Caroline Lanssens |
|                            |                             |         |              | |

##### Finale
|                            |              |         |                  |                                                                                          |
| 7 september 2024 18:00 uur | Sankt Pölten | 1 – 0   | Vllaznia Shkodër | Stadion: Ramaz Sjengeliastadion, Koetaisi Toeschouwers: 40 Scheidsrechter: Maria Marotta |
| 7 september 2024 18:00 uur | Dubcová 17'  | Verslag | 64', 80' Doçi    | Stadion: Ramaz Sjengeliastadion, Koetaisi Toeschouwers: 40 Scheidsrechter: Maria Marotta |
| 7 september 2024 18:00 uur |              |         |                  | Stadion: Ramaz Sjengeliastadion, Koetaisi Toeschouwers: 40 Scheidsrechter: Maria Marotta |
| 7 september 2024 18:00 uur |              |         |                  | Stadion: Ramaz Sjengeliastadion, Koetaisi Toeschouwers: 40 Scheidsrechter: Maria Marotta |
|                            |              |         |                  |                                                                                          |

#### Toernooi 3
Gehost door FC Gintra.
|  | Halve finale        | Halve finale |              |   | Finale | Finale |
|  |                     |              |              |   |        |        |
|  | 4 september         |              |              |   |        |        |
|  |                     |              |              |   |        |        |
|  | KuPS                | 1            |              |   |        |        |
|  | KuPS                | 1            | 7 september  |   |        |        |
|  | Celtic (w.n.v.)     | 3            |              |   |        |        |
|  | Celtic (w.n.v.)     | 3            | Celtic       | 2 |        |        |
|  | 4 september         |              | Celtic       | 2 |        |        |
|  |                     | FC Gintra    | 0            |   |        |        |
|  | FC Gintra           | FC Gintra    | 0            | 5 |        |        |
|  | FC Gintra           |              |              | 5 |        |        |
|  | Agarista Anenii Noi | 0            |              |   |        |        |
|  | Agarista Anenii Noi | 0            | Troostfinale |   |        |        |
|  |                     |              |              |   |        |        |
|  | 7 september         |              |              |   |        |        |
|  |                     |              |              |   |        |        |
|  | KuPS                | 6            |              |   |        |        |
|  | KuPS                | 6            |              |   |        |        |
|  | Agarista Anenii Noi | 0            |              |   |        |        |

##### Halve finales
|                            |           |              |                      |                                                                                        |
| 4 september 2024 11:00 uur | KuPS      | 1 – 3 (n.v.) | Celtic               | Stadion: Savivaldybėstadion, Šiauliai Toeschouwers: 135 Scheidsrechter: Jana Van Laere |
| 4 september 2024 11:00 uur | Ariyo 18' | Verslag      | 63', 91', 97' Noonan | Stadion: Savivaldybėstadion, Šiauliai Toeschouwers: 135 Scheidsrechter: Jana Van Laere |
| 4 september 2024 11:00 uur |           |              |                      | Stadion: Savivaldybėstadion, Šiauliai Toeschouwers: 135 Scheidsrechter: Jana Van Laere |
| 4 september 2024 11:00 uur |           |              |                      | Stadion: Savivaldybėstadion, Šiauliai Toeschouwers: 135 Scheidsrechter: Jana Van Laere |
|                            |           |              |                      |                                                                                        |

|                            |                                                      |         |                     |                                                                                       |
| 4 september 2024 17:00 uur | FC Gintra                                            | 5 – 0   | Agarista Anenii Noi | Stadion: Savivaldybėstadion, Šiauliai Toeschouwers: 650 Scheidsrechter: Cansu Tiryaki |
| 4 september 2024 17:00 uur | T. Shamase 39' S. Shamase 49', 75', 81' Jaatinen 71' | Verslag |                     | Stadion: Savivaldybėstadion, Šiauliai Toeschouwers: 650 Scheidsrechter: Cansu Tiryaki |
| 4 september 2024 17:00 uur |                                                      |         |                     | Stadion: Savivaldybėstadion, Šiauliai Toeschouwers: 650 Scheidsrechter: Cansu Tiryaki |
| 4 september 2024 17:00 uur |                                                      |         |                     | Stadion: Savivaldybėstadion, Šiauliai Toeschouwers: 650 Scheidsrechter: Cansu Tiryaki |
|                            |                                                      |         |                     |                                                                                       |

##### Troostfinale
|                            |                                                                     |         |                     |                                                                                         |
| 7 september 2024 11:00 uur | KuPS                                                                | 6 – 0   | Agarista Anenii Noi | Stadion: Savivaldybėstadion, Šiauliai Toeschouwers: 60 Scheidsrechter: Aleksandra Česen |
| 7 september 2024 11:00 uur | Ariyo 1', 9' Nurmi 49' Kaikkonen 75' Santamäki 84' (pen.) Rochi 88' | Verslag |                     | Stadion: Savivaldybėstadion, Šiauliai Toeschouwers: 60 Scheidsrechter: Aleksandra Česen |
| 7 september 2024 11:00 uur |                                                                     |         |                     | Stadion: Savivaldybėstadion, Šiauliai Toeschouwers: 60 Scheidsrechter: Aleksandra Česen |
| 7 september 2024 11:00 uur |                                                                     |         |                     | Stadion: Savivaldybėstadion, Šiauliai Toeschouwers: 60 Scheidsrechter: Aleksandra Česen |
|                            |                                                                     |         |                     |                                                                                         |

##### Finale
|                            |           |         |                           |                                                                                      |
| 7 september 2024 17:00 uur | FC Gintra | 0 – 2   | Celtic                    | Stadion: Savivaldybėstadion, Šiauliai Toeschouwers: 950 Scheidsrechter: Merima Čelik |
| 7 september 2024 17:00 uur |           | Verslag | 21' McGregor 81' Loferski | Stadion: Savivaldybėstadion, Šiauliai Toeschouwers: 950 Scheidsrechter: Merima Čelik |
| 7 september 2024 17:00 uur |           |         |                           | Stadion: Savivaldybėstadion, Šiauliai Toeschouwers: 950 Scheidsrechter: Merima Čelik |
| 7 september 2024 17:00 uur |           |         |                           | Stadion: Savivaldybėstadion, Šiauliai Toeschouwers: 950 Scheidsrechter: Merima Čelik |
|                            |           |         |                           |                                                                                      |

#### Toernooi 4
Gehost door Birkirkara.
|  | Halve finale        | Halve finale |              |   | Finale | Finale |
|  |                     |              |              |   |        |        |
|  | 4 september         |              |              |   |        |        |
|  |                     |              |              |   |        |        |
|  | Breznica Pljevlja   | 1            |              |   |        |        |
|  | Breznica Pljevlja   | 1            | 7 september  |   |        |        |
|  | Birkirkara (w.n.v.) | 2            |              |   |        |        |
|  | Birkirkara (w.n.v.) | 2            | Birkirkara   | 0 |        |        |
|  | 4 september         |              | Birkirkara   | 0 |        |        |
|  |                     | Anderlecht   | 5            |   |        |        |
|  | Anderlecht          | Anderlecht   | 5            | 4 |        |        |
|  | Anderlecht          |              |              | 4 |        |        |
|  | Rode Ster Belgrado  | 1            |              |   |        |        |
|  | Rode Ster Belgrado  | 1            | Troostfinale |   |        |        |
|  |                     |              |              |   |        |        |
|  | 7 september         |              |              |   |        |        |
|  |                     |              |              |   |        |        |
|  | Breznica Pljevlja   | 0            |              |   |        |        |
|  | Breznica Pljevlja   | 0            |              |   |        |        |
|  | Rode Ster Belgrado  | 3            |              |   |        |        |

##### Halve finales
|                            |                                               |         |                           |                                                                                     |
| 4 september 2024 17:45 uur | Anderlecht                                    | 4 – 1   | Rode Ster Belgrado        | Stadion: Centenarystadion, Ta' Qali Toeschouwers: 62 Scheidsrechter: Sofik Torosyan |
| 4 september 2024 17:45 uur | Vătafu 6' Deloose 19' Delabre 58' Vanzeir 74' | Verslag | 2' Đorđević 90+5' Matejić | Stadion: Centenarystadion, Ta' Qali Toeschouwers: 62 Scheidsrechter: Sofik Torosyan |
| 4 september 2024 17:45 uur |                                               |         |                           | Stadion: Centenarystadion, Ta' Qali Toeschouwers: 62 Scheidsrechter: Sofik Torosyan |
| 4 september 2024 17:45 uur |                                               |         |                           | Stadion: Centenarystadion, Ta' Qali Toeschouwers: 62 Scheidsrechter: Sofik Torosyan |
|                            |                                               |         |                           |                                                                                     |

|                            |                                  |              |                           |                                                                                       |
| 4 september 2024 21:15 uur | Breznica Pljevlja                | 1 – 2 (n.v.) | Birkirkara                | Stadion: Centenarystadion, Ta' Qali Toeschouwers: 288 Scheidsrechter: Louise Thompson |
| 4 september 2024 21:15 uur | Jankov 17' A. Vujošević 47', 58' | Verslag      | 60', 109' (pen.) Hazekawa | Stadion: Centenarystadion, Ta' Qali Toeschouwers: 288 Scheidsrechter: Louise Thompson |
| 4 september 2024 21:15 uur |                                  |              |                           | Stadion: Centenarystadion, Ta' Qali Toeschouwers: 288 Scheidsrechter: Louise Thompson |
| 4 september 2024 21:15 uur |                                  |              |                           | Stadion: Centenarystadion, Ta' Qali Toeschouwers: 288 Scheidsrechter: Louise Thompson |
|                            |                                  |              |                           |                                                                                       |

##### Troostfinale
|                            |                       |         |                   |                                                                                       |
| 7 september 2024 17:45 uur | Rode Ster Belgrado    | 3 – 0   | Breznica Pljevlja | Stadion: Centenarystadion, Ta' Qali Toeschouwers: 20 Scheidsrechter: Martina Molinaro |
| 7 september 2024 17:45 uur | Matejić 38', 75', 82' | Verslag |                   | Stadion: Centenarystadion, Ta' Qali Toeschouwers: 20 Scheidsrechter: Martina Molinaro |
| 7 september 2024 17:45 uur |                       |         |                   | Stadion: Centenarystadion, Ta' Qali Toeschouwers: 20 Scheidsrechter: Martina Molinaro |
| 7 september 2024 17:45 uur |                       |         |                   | Stadion: Centenarystadion, Ta' Qali Toeschouwers: 20 Scheidsrechter: Martina Molinaro |
|                            |                       |         |                   |                                                                                       |

##### Finale
|                            |                                                                     |         |            |                                                                                            |
| 7 september 2024 21:15 uur | Anderlecht                                                          | 5 – 0   | Birkirkara | Stadion: Centenarystadion, Ta' Qali Toeschouwers: 265 Scheidsrechter: Tatjana Sorokopudova |
| 7 september 2024 21:15 uur | Delabre 16' Minnaert 51' Vanzeir 53' Bennink 90+3' Teinturier 90+5' | Verslag |            | Stadion: Centenarystadion, Ta' Qali Toeschouwers: 265 Scheidsrechter: Tatjana Sorokopudova |
| 7 september 2024 21:15 uur |                                                                     |         |            | Stadion: Centenarystadion, Ta' Qali Toeschouwers: 265 Scheidsrechter: Tatjana Sorokopudova |
| 7 september 2024 21:15 uur |                                                                     |         |            | Stadion: Centenarystadion, Ta' Qali Toeschouwers: 265 Scheidsrechter: Tatjana Sorokopudova |
|                            |                                                                     |         |            |                                                                                            |

#### Toernooi 5
Gehost door FC Twente.
|  | Halve finale | Halve finale |              |    | Finale | Finale |
|  |              |              |              |    |        |        |
|  | 4 september  |              |              |    |        |        |
|  |              |              |              |    |        |        |
|  | FC Twente    | 7            |              |    |        |        |
|  | FC Twente    | 7            | 7 september  |    |        |        |
|  | Cardiff City | 0            |              |    |        |        |
|  | Cardiff City | 0            | FC Twente    | 5  |        |        |
|  | 4 september  |              | FC Twente    | 5  |        |        |
|  |              | Valur        | 0            |    |        |        |
|  | Valur        | Valur        | 0            | 10 |        |        |
|  | Valur        |              |              | 10 |        |        |
|  | ŽFK Ljuboten | 0            |              |    |        |        |
|  | ŽFK Ljuboten | 0            | Troostfinale |    |        |        |
|  |              |              |              |    |        |        |
|  | 7 september  |              |              |    |        |        |
|  |              |              |              |    |        |        |
|  | Cardiff City | 0            |              |    |        |        |
|  | Cardiff City | 0            |              |    |        |        |
|  | ŽFK Ljuboten | 2            |              |    |        |        |

##### Halve finales
|                            | |         |              |                                                                                             |
| 4 september 2024 13:00 uur | Valur | 10 – 0  | ŽFK Ljuboten | Stadion: Sportpark Schreurserve, Enschede Toeschouwers: 80 Scheidsrechter: Lovisa Johansson |
| 4 september 2024 13:00 uur | Ingadóttir 2', 63' Jónsdóttir 5' Anasi 13' Ágúrdóttir 18' Pétúrsdóttir 35' Tryggvadóttir 51', 52', 81' Þorvaldsdóttir 71' | Verslag |              | Stadion: Sportpark Schreurserve, Enschede Toeschouwers: 80 Scheidsrechter: Lovisa Johansson |
| 4 september 2024 13:00 uur | |         |              | Stadion: Sportpark Schreurserve, Enschede Toeschouwers: 80 Scheidsrechter: Lovisa Johansson |
| 4 september 2024 13:00 uur | |         |              | Stadion: Sportpark Schreurserve, Enschede Toeschouwers: 80 Scheidsrechter: Lovisa Johansson |
|                            | |         |              |                                                                                             |

|                            | |         |              |                                                                                                 |
| 4 september 2024 19:00 uur | FC Twente                                                                                          | 7 – 0   | Cardiff City | Stadion: Sportpark Schreurserve, Enschede Toeschouwers: 505 Scheidsrechter: Anastasia Romanjoek |
| 4 september 2024 19:00 uur | Van Dooren 5', 17' Te Brake 59' Knol 72' Andradóttir 75' Verdaasdonk 77' Ravensbergen 90+2' (pen.) | Verslag |              | Stadion: Sportpark Schreurserve, Enschede Toeschouwers: 505 Scheidsrechter: Anastasia Romanjoek |
| 4 september 2024 19:00 uur | |         |              | Stadion: Sportpark Schreurserve, Enschede Toeschouwers: 505 Scheidsrechter: Anastasia Romanjoek |
| 4 september 2024 19:00 uur | |         |              | Stadion: Sportpark Schreurserve, Enschede Toeschouwers: 505 Scheidsrechter: Anastasia Romanjoek |
|                            | |         |              |                                                                                                 |

##### Troostfinale
|                            |                    |         |              |                                                                                              |
| 7 september 2024 12:00 uur | ŽFK Ljuboten       | 2 – 0   | Cardiff City | Stadion: Sportpark Schreurserve, Enschede Toeschouwers: 75 Scheidsrechter: Ioanna Allayiotou |
| 7 september 2024 12:00 uur | Mustafa 38', 90+2' | Verslag |              | Stadion: Sportpark Schreurserve, Enschede Toeschouwers: 75 Scheidsrechter: Ioanna Allayiotou |
| 7 september 2024 12:00 uur |                    |         |              | Stadion: Sportpark Schreurserve, Enschede Toeschouwers: 75 Scheidsrechter: Ioanna Allayiotou |
| 7 september 2024 12:00 uur |                    |         |              | Stadion: Sportpark Schreurserve, Enschede Toeschouwers: 75 Scheidsrechter: Ioanna Allayiotou |
|                            |                    |         |              |                                                                                              |

##### Finale
|                            |                                                 |         |       |                                                                                          |
| 7 september 2024 18:00 uur | FC Twente                                       | 5 – 0   | Valur | Stadion: Sportpark Schreurserve, Enschede Toeschouwers: 634 Scheidsrechter: Sabina Bolić |
| 7 september 2024 18:00 uur | Hulst 22', 40' Van Dijk 42', 90' Van Dooren 69' | Verslag |       | Stadion: Sportpark Schreurserve, Enschede Toeschouwers: 634 Scheidsrechter: Sabina Bolić |
| 7 september 2024 18:00 uur |                                                 |         |       | Stadion: Sportpark Schreurserve, Enschede Toeschouwers: 634 Scheidsrechter: Sabina Bolić |
| 7 september 2024 18:00 uur |                                                 |         |       | Stadion: Sportpark Schreurserve, Enschede Toeschouwers: 634 Scheidsrechter: Sabina Bolić |
|                            |                                                 |         |       |                                                                                          |

#### Toernooi 6
Gehost door Apollon Ladies.
|  | Halve finale   | Halve finale |                |   | Finale | Finale |
|  |                |              |                |   |        |        |
|  | 4 september    |              |                |   |        |        |
|  |                |              |                |   |        |        |
|  | Apollon Ladies | 3            |                |   |        |        |
|  | Apollon Ladies | 3            | 7 september    |   |        |        |
|  | Pjoenik        | 0            |                |   |        |        |
|  | Pjoenik        | 0            | Apollon Ladies | 2 |        |        |
|  | 4 september    |              | Apollon Ladies | 2 |        |        |
|  |                | ŽNK Mura     | 3              |   |        |        |
|  | ŽNK Mura       | ŽNK Mura     | 3              | 3 |        |        |
|  | ŽNK Mura       |              |                | 3 |        |        |
|  | Glentoran      | 2            |                |   |        |        |
|  | Glentoran      | 2            | Troostfinale   |   |        |        |
|  |                |              |                |   |        |        |
|  | 7 september    |              |                |   |        |        |
|  |                |              |                |   |        |        |
|  | Pjoenik        | 0            |                |   |        |        |
|  | Pjoenik        | 0            |                |   |        |        |
|  | Glentoran      | 1            |                |   |        |        |

##### Halve finales
|                            |                                              |         |                               | |
| 4 september 2024 16:00 uur | ŽNK Mura                                     | 3 – 2   | Glentoran                     | Stadion: Stelios Kyriakidesstadion, Paphos Toeschouwers: 50 Scheidsrechter: Frederikke Lydia Søkjær |
| 4 september 2024 16:00 uur | Makovec 15' Malachova 29' Vilčnik 56' (pen.) | Verslag | 59' McCarron 71' (pen.) Vance | Stadion: Stelios Kyriakidesstadion, Paphos Toeschouwers: 50 Scheidsrechter: Frederikke Lydia Søkjær |
| 4 september 2024 16:00 uur |                                              |         |                               | Stadion: Stelios Kyriakidesstadion, Paphos Toeschouwers: 50 Scheidsrechter: Frederikke Lydia Søkjær |
| 4 september 2024 16:00 uur |                                              |         |                               | Stadion: Stelios Kyriakidesstadion, Paphos Toeschouwers: 50 Scheidsrechter: Frederikke Lydia Søkjær |
|                            |                                              |         |                               | |

|                            |                                       |         |         |                                                                                                 |
| 4 september 2024 20:30 uur | Apollon Ladies                        | 3 – 0   | Pjoenik | Stadion: Stelios Kyriakidesstadion, Paphos Toeschouwers: 250 Scheidsrechter: Jurgita Mačikunytė |
| 4 september 2024 20:30 uur | Hudson 45+6' Surpris 51' Oppong 90+5' | Verslag |         | Stadion: Stelios Kyriakidesstadion, Paphos Toeschouwers: 250 Scheidsrechter: Jurgita Mačikunytė |
| 4 september 2024 20:30 uur |                                       |         |         | Stadion: Stelios Kyriakidesstadion, Paphos Toeschouwers: 250 Scheidsrechter: Jurgita Mačikunytė |
| 4 september 2024 20:30 uur |                                       |         |         | Stadion: Stelios Kyriakidesstadion, Paphos Toeschouwers: 250 Scheidsrechter: Jurgita Mačikunytė |
|                            |                                       |         |         |                                                                                                 |

##### Troostfinale
|                            |            |         |         |                                                                                                 |
| 7 september 2024 16:00 uur | Glentoran  | 1 – 0   | Pjoenik | Stadion: Stelios Kyriakidesstadion, Paphos Toeschouwers: 30 Scheidsrechter: Ana Maria Terteleac |
| 7 september 2024 16:00 uur | Wilson 37' | Verslag |         | Stadion: Stelios Kyriakidesstadion, Paphos Toeschouwers: 30 Scheidsrechter: Ana Maria Terteleac |
| 7 september 2024 16:00 uur |            |         |         | Stadion: Stelios Kyriakidesstadion, Paphos Toeschouwers: 30 Scheidsrechter: Ana Maria Terteleac |
| 7 september 2024 16:00 uur |            |         |         | Stadion: Stelios Kyriakidesstadion, Paphos Toeschouwers: 30 Scheidsrechter: Ana Maria Terteleac |
|                            |            |         |         |                                                                                                 |

##### Finale
|                            |                    |         |                               |                                                                                              |
| 7 september 2024 20:30 uur | Apollon Ladies     | 2 – 3   | ŽNK Mura                      | Stadion: Stelios Kyriakidesstadion, Paphos Toeschouwers: 200 Scheidsrechter: Fabienne Michel |
| 7 september 2024 20:30 uur | Guns 38' Freda 79' | Verslag | 15', 84' Makovec 30' Šoštarič | Stadion: Stelios Kyriakidesstadion, Paphos Toeschouwers: 200 Scheidsrechter: Fabienne Michel |
| 7 september 2024 20:30 uur |                    |         |                               | Stadion: Stelios Kyriakidesstadion, Paphos Toeschouwers: 200 Scheidsrechter: Fabienne Michel |
| 7 september 2024 20:30 uur |                    |         |                               | Stadion: Stelios Kyriakidesstadion, Paphos Toeschouwers: 200 Scheidsrechter: Fabienne Michel |
|                            |                    |         |                               |                                                                                              |

#### Toernooi 7
Gehost door Pogoń Szczecin.
|  | Halve finale   | Halve finale |              |   | Finale | Finale |
|  |                |              |              |   |        |        |
|  | 4 september    |              |              |   |        |        |
|  |                |              |              |   |        |        |
|  | PAOK (w.n.v.)  | 2            |              |   |        |        |
|  | PAOK (w.n.v.)  | 2            | 7 september  |   |        |        |
|  | Kirjat Gat     | 1            |              |   |        |        |
|  | Kirjat Gat     | 1            | PAOK         | 0 |        |        |
|  | 4 september    |              | PAOK         | 0 |        |        |
|  |                | Servette FC  | 2            |   |        |        |
|  | Servette FC    | Servette FC  | 2            | 1 |        |        |
|  | Servette FC    |              |              | 1 |        |        |
|  | Pogoń Szczecin | 0            |              |   |        |        |
|  | Pogoń Szczecin | 0            | Troostfinale |   |        |        |
|  |                |              |              |   |        |        |
|  | 7 september    |              |              |   |        |        |
|  |                |              |              |   |        |        |
|  | Kirjat Gat     | 0            |              |   |        |        |
|  | Kirjat Gat     | 0            |              |   |        |        |
|  | Pogoń Szczecin | 1            |              |   |        |        |

##### Halve finales
|                            |                              |              |                     |                                                                                           |
| 4 september 2024 12:00 uur | PAOK                         | 2 – 1 (n.v.) | Kirjat Gat          | Stadion: Florian Krygerstadion, Szczecin Toeschouwers: 36 Scheidsrechter: Silvia Domingos |
| 4 september 2024 12:00 uur | Koskeridou 47' Helmvall 111' | Verslag      | 80' (pen.) Pastilha | Stadion: Florian Krygerstadion, Szczecin Toeschouwers: 36 Scheidsrechter: Silvia Domingos |
| 4 september 2024 12:00 uur |                              |              |                     | Stadion: Florian Krygerstadion, Szczecin Toeschouwers: 36 Scheidsrechter: Silvia Domingos |
| 4 september 2024 12:00 uur |                              |              |                     | Stadion: Florian Krygerstadion, Szczecin Toeschouwers: 36 Scheidsrechter: Silvia Domingos |
|                            |                              |              |                     |                                                                                           |

|                            |                 |         |                   |                                                                                                 |
| 4 september 2024 20:00 uur | Servette FC     | 1 – 0   | Pogoń Szczecin    | Stadion: Florian Krygerstadion, Szczecin Toeschouwers: 2.575 Scheidsrechter: Jeļena Jermolajeva |
| 4 september 2024 20:00 uur | Jonušaitė 90+2' | Verslag | 35', 76' Legowski | Stadion: Florian Krygerstadion, Szczecin Toeschouwers: 2.575 Scheidsrechter: Jeļena Jermolajeva |
| 4 september 2024 20:00 uur |                 |         |                   | Stadion: Florian Krygerstadion, Szczecin Toeschouwers: 2.575 Scheidsrechter: Jeļena Jermolajeva |
| 4 september 2024 20:00 uur |                 |         |                   | Stadion: Florian Krygerstadion, Szczecin Toeschouwers: 2.575 Scheidsrechter: Jeļena Jermolajeva |
|                            |                 |         |                   |                                                                                                 |

##### Troostfinale
|                            |            |         |                |                                                                                         |
| 7 september 2024 12:00 uur | Kirjat Gat | 0 – 1   | Pogoń Szczecin | Stadion: Florian Krygerstadion, Szczecin Toeschouwers: 588 Scheidsrechter: Lotta Vuorio |
| 7 september 2024 12:00 uur |            | Verslag | 12' Crim       | Stadion: Florian Krygerstadion, Szczecin Toeschouwers: 588 Scheidsrechter: Lotta Vuorio |
| 7 september 2024 12:00 uur |            |         |                | Stadion: Florian Krygerstadion, Szczecin Toeschouwers: 588 Scheidsrechter: Lotta Vuorio |
| 7 september 2024 12:00 uur |            |         |                | Stadion: Florian Krygerstadion, Szczecin Toeschouwers: 588 Scheidsrechter: Lotta Vuorio |
|                            |            |         |                |                                                                                         |

##### Finale
|                            |                                    |         |      |                                                                                              |
| 7 september 2024 20:00 uur | Servette FC                        | 2 – 0   | PAOK | Stadion: Florian Krygerstadion, Szczecin Toeschouwers: 54 Scheidsrechter: Kristina Georgieva |
| 7 september 2024 20:00 uur | Jonušaitė 67' (pen.) Revelli 90+1' | Verslag |      | Stadion: Florian Krygerstadion, Szczecin Toeschouwers: 54 Scheidsrechter: Kristina Georgieva |
| 7 september 2024 20:00 uur |                                    |         |      | Stadion: Florian Krygerstadion, Szczecin Toeschouwers: 54 Scheidsrechter: Kristina Georgieva |
| 7 september 2024 20:00 uur |                                    |         |      | Stadion: Florian Krygerstadion, Szczecin Toeschouwers: 54 Scheidsrechter: Kristina Georgieva |
|                            |                                    |         |      |                                                                                              |

#### Toernooi 8
Gehost door Racing Union.
|  | Halve finale  | Halve finale |               |   | Finale | Finale |
|  |               |              |               |   |        |        |
|  | 4 september   |              |               |   |        |        |
|  |               |              |               |   |        |        |
|  | BIIK Kazygurt | 3            |               |   |        |        |
|  | BIIK Kazygurt | 3            | 7 september   |   |        |        |
|  | FC NSA Sofia  | 0            |               |   |        |        |
|  | FC NSA Sofia  | 0            | BIIK Kazygurt | 0 |        |        |
|  | 4 september   |              | BIIK Kazygurt | 0 |        |        |
|  |               | Galatasaray  | 5             |   |        |        |
|  | Racing Union  | Galatasaray  | 5             | 1 |        |        |
|  | Racing Union  |              |               | 1 |        |        |
|  | Galatasaray   | 4            |               |   |        |        |
|  | Galatasaray   | 4            | Troostfinale  |   |        |        |
|  |               |              |               |   |        |        |
|  | 7 september   |              |               |   |        |        |
|  |               |              |               |   |        |        |
|  | FC NSA Sofia  | 0            |               |   |        |        |
|  | FC NSA Sofia  | 0            |               |   |        |        |
|  | Racing Union  | 2            |               |   |        |        |

##### Halve finales
|                            |                                |         |              |                                                                                            |
| 4 september 2024 13:00 uur | BIIK Kazygurt                  | 3 – 0   | FC NSA Sofia | Stadion: Stade Achille Hammerel, Luxemburg Toeschouwers: 80 Scheidsrechter: Stacey Pearson |
| 4 september 2024 13:00 uur | Gabelia 45+1', 55' Serrant 66' | Verslag |              | Stadion: Stade Achille Hammerel, Luxemburg Toeschouwers: 80 Scheidsrechter: Stacey Pearson |
| 4 september 2024 13:00 uur |                                |         |              | Stadion: Stade Achille Hammerel, Luxemburg Toeschouwers: 80 Scheidsrechter: Stacey Pearson |
| 4 september 2024 13:00 uur |                                |         |              | Stadion: Stade Achille Hammerel, Luxemburg Toeschouwers: 80 Scheidsrechter: Stacey Pearson |
|                            |                                |         |              |                                                                                            |

|                            |              |         |                                                          |                                                                                                   |
| 4 september 2024 19:00 uur | Racing Union | 1 – 4   | Galatasaray                                              | Stadion: Stade Achille Hammerel, Luxemburg Toeschouwers: 750 Scheidsrechter: Anastasía Mylopoúlou |
| 4 september 2024 19:00 uur | Quatrana 61' | Verslag | 16' (pen.) Topçu 32' Stašková 45+5' Karabulut 90+1' Usme | Stadion: Stade Achille Hammerel, Luxemburg Toeschouwers: 750 Scheidsrechter: Anastasía Mylopoúlou |
| 4 september 2024 19:00 uur |              |         |                                                          | Stadion: Stade Achille Hammerel, Luxemburg Toeschouwers: 750 Scheidsrechter: Anastasía Mylopoúlou |
| 4 september 2024 19:00 uur |              |         |                                                          | Stadion: Stade Achille Hammerel, Luxemburg Toeschouwers: 750 Scheidsrechter: Anastasía Mylopoúlou |
|                            |              |         |                                                          |                                                                                                   |

##### Troostfinale
|                            |                   |         |              | |
| 7 september 2024 13:00 uur | Racing Union      | 2 – 0   | FC NSA Sofia | Stadion: Stade Achille Hammerel, Luxemburg Toeschouwers: 150 Scheidsrechter: Katarzyna Lisiecka-Sęk |
| 7 september 2024 13:00 uur | Quatrana 55', 67' | Verslag |              | Stadion: Stade Achille Hammerel, Luxemburg Toeschouwers: 150 Scheidsrechter: Katarzyna Lisiecka-Sęk |
| 7 september 2024 13:00 uur |                   |         |              | Stadion: Stade Achille Hammerel, Luxemburg Toeschouwers: 150 Scheidsrechter: Katarzyna Lisiecka-Sęk |
| 7 september 2024 13:00 uur |                   |         |              | Stadion: Stade Achille Hammerel, Luxemburg Toeschouwers: 150 Scheidsrechter: Katarzyna Lisiecka-Sęk |
|                            |                   |         |              | |

##### Finale
|                            |               |         |                                             |                                                                                              |
| 7 september 2024 19:00 uur | BIIK Kazygurt | 0 – 5   | Galatasaray                                 | Stadion: Stade Achille Hammerel, Luxemburg Toeschouwers: 250 Scheidsrechter: Marina Živković |
| 7 september 2024 19:00 uur |               | Verslag | 8', 66', 90+4' Diallo 20' Stašková 70' Usme | Stadion: Stade Achille Hammerel, Luxemburg Toeschouwers: 250 Scheidsrechter: Marina Živković |
| 7 september 2024 19:00 uur |               |         |                                             | Stadion: Stade Achille Hammerel, Luxemburg Toeschouwers: 250 Scheidsrechter: Marina Živković |
| 7 september 2024 19:00 uur |               |         |                                             | Stadion: Stade Achille Hammerel, Luxemburg Toeschouwers: 250 Scheidsrechter: Marina Živković |
|                            |               |         |                                             |                                                                                              |

#### Toernooi 9
Gehost door ŽNK Osijek.
|  | Halve finale             | Halve finale    |              |   | Finale | Finale |
|  |                          |                 |              |   |        |        |
|  | 4 september              |                 |              |   |        |        |
|  |                          |                 |              |   |        |        |
|  | ŽNK Osijek               | 2               |              |   |        |        |
|  | ŽNK Osijek               | 2               | 7 september  |   |        |        |
|  | Spartak Myjava           | 0               |              |   |        |        |
|  | Spartak Myjava           | 0               | ŽNK Osijek   | 2 |        |        |
|  | 4 september              |                 | ŽNK Osijek   | 2 |        |        |
|  |                          | Peamount United | 1            |   |        |        |
|  | Dinamo Minsk             | Peamount United | 1            | 1 |        |        |
|  | Dinamo Minsk             |                 |              | 1 |        |        |
|  | Peamount United (w.n.v.) | 2               |              |   |        |        |
|  | Peamount United (w.n.v.) | 2               | Troostfinale |   |        |        |
|  |                          |                 |              |   |        |        |
|  | 7 september              |                 |              |   |        |        |
|  |                          |                 |              |   |        |        |
|  | Spartak Myjava           | 2               |              |   |        |        |
|  | Spartak Myjava           | 2               |              |   |        |        |
|  | Dinamo Minsk             | 3               |              |   |        |        |

##### Halve finales
|                            |              |              |                     |                                                                                   |
| 4 september 2024 11:00 uur | Dinamo Minsk | 1 – 2 (n.v.) | Peamount United     | Stadion: Stadion Gradski vrt, Osijek Toeschouwers: 64 Scheidsrechter: Tjaša Misja |
| 4 september 2024 11:00 uur | Sas 33'      | Verslag      | 7' Dolan 96' Letmon | Stadion: Stadion Gradski vrt, Osijek Toeschouwers: 64 Scheidsrechter: Tjaša Misja |
| 4 september 2024 11:00 uur |              |              |                     | Stadion: Stadion Gradski vrt, Osijek Toeschouwers: 64 Scheidsrechter: Tjaša Misja |
| 4 september 2024 11:00 uur |              |              |                     | Stadion: Stadion Gradski vrt, Osijek Toeschouwers: 64 Scheidsrechter: Tjaša Misja |
|                            |              |              |                     |                                                                                   |

|                            |                |         |                |                                                                                    |
| 4 september 2024 17:00 uur | ŽNK Osijek     | 2 – 0   | Spartak Myjava | Stadion: Stadion Gradski vrt, Osijek Toeschouwers: 300 Scheidsrechter: Zoe Stavrou |
| 4 september 2024 17:00 uur | Lojna 49', 53' | Verslag |                | Stadion: Stadion Gradski vrt, Osijek Toeschouwers: 300 Scheidsrechter: Zoe Stavrou |
| 4 september 2024 17:00 uur |                |         |                | Stadion: Stadion Gradski vrt, Osijek Toeschouwers: 300 Scheidsrechter: Zoe Stavrou |
| 4 september 2024 17:00 uur |                |         |                | Stadion: Stadion Gradski vrt, Osijek Toeschouwers: 300 Scheidsrechter: Zoe Stavrou |
|                            |                |         |                |                                                                                    |

##### Troostfinale
|                            |                                               |         |                               |                                                                                          |
| 7 september 2024 11:00 uur | Dinamo Minsk                                  | 3 – 2   | Spartak Myjava                | Stadion: Stadion Gradski vrt, Osijek Toeschouwers: 40 Scheidsrechter: Nanna Løf Andersen |
| 7 september 2024 11:00 uur | Kavaliova 73' Siniauskaja 79' Pilipenko 90+4' | Verslag | 36' Kramlíková 45+2' Bogorová | Stadion: Stadion Gradski vrt, Osijek Toeschouwers: 40 Scheidsrechter: Nanna Løf Andersen |
| 7 september 2024 11:00 uur |                                               |         |                               | Stadion: Stadion Gradski vrt, Osijek Toeschouwers: 40 Scheidsrechter: Nanna Løf Andersen |
| 7 september 2024 11:00 uur |                                               |         |                               | Stadion: Stadion Gradski vrt, Osijek Toeschouwers: 40 Scheidsrechter: Nanna Løf Andersen |
|                            |                                               |         |                               |                                                                                          |

##### Finale
|                            |                        |         |                 |                                                                                              |
| 7 september 2024 17:00 uur | ŽNK Osijek             | 2 – 1   | Peamount United | Stadion: Stadion Gradski vrt, Osijek Toeschouwers: 430 Scheidsrechter: Elvira Noermoestafina |
| 7 september 2024 17:00 uur | Lojna 47' Petković 51' | Verslag | 4' Beirne       | Stadion: Stadion Gradski vrt, Osijek Toeschouwers: 430 Scheidsrechter: Elvira Noermoestafina |
| 7 september 2024 17:00 uur |                        |         |                 | Stadion: Stadion Gradski vrt, Osijek Toeschouwers: 430 Scheidsrechter: Elvira Noermoestafina |
| 7 september 2024 17:00 uur |                        |         |                 | Stadion: Stadion Gradski vrt, Osijek Toeschouwers: 430 Scheidsrechter: Elvira Noermoestafina |
|                            |                        |         |                 |                                                                                              |

#### Toernooi 10
Gehost door Ferencváros.
|  | Halve finale    | Halve finale    |              |   | Finale | Finale |
|  |                 |                 |              |   |        |        |
|  | 4 september     |                 |              |   |        |        |
|  |                 |                 |              |   |        |        |
|  | Ferencváros     | 2               |              |   |        |        |
|  | Ferencváros     | 2               | 7 september  |   |        |        |
|  | Flora Tallinn   | 1               |              |   |        |        |
|  | Flora Tallinn   | 1               | Ferencváros  | 0 |        |        |
|  | 4 september     |                 | Ferencváros  | 0 |        |        |
|  |                 | Vorskla Poltava | 2            |   |        |        |
|  | Vorskla Poltava | Vorskla Poltava | 2            | 5 |        |        |
|  | Vorskla Poltava |                 |              | 5 |        |        |
|  | SFK Rīga        | 0               |              |   |        |        |
|  | SFK Rīga        | 0               | Troostfinale |   |        |        |
|  |                 |                 |              |   |        |        |
|  | 7 september     |                 |              |   |        |        |
|  |                 |                 |              |   |        |        |
|  | Flora Tallinn   | 0 (7)           |              |   |        |        |
|  | Flora Tallinn   | 0 (7)           |              |   |        |        |
|  | SFK Rīga        | 0 (6)           |              |   |        |        |

##### Halve finales
|                            |                                                  |         |          |                                                                                      |
| 4 september 2024 12:00 uur | Vorskla Poltava                                  | 5 – 0   | SFK Rīga | Stadion: Hévízi útistadion, Boedapest Toeschouwers: 52 Scheidsrechter: Iríni Pingíou |
| 4 september 2024 12:00 uur | Osipyan 9' Radionova 11', 75' Korsoen 45+1', 82' | Verslag |          | Stadion: Hévízi útistadion, Boedapest Toeschouwers: 52 Scheidsrechter: Iríni Pingíou |
| 4 september 2024 12:00 uur |                                                  |         |          | Stadion: Hévízi útistadion, Boedapest Toeschouwers: 52 Scheidsrechter: Iríni Pingíou |
| 4 september 2024 12:00 uur |                                                  |         |          | Stadion: Hévízi útistadion, Boedapest Toeschouwers: 52 Scheidsrechter: Iríni Pingíou |
|                            |                                                  |         |          |                                                                                      |

|                            |                             |         |               |                                                                                     |
| 4 september 2024 16:30 uur | Ferencváros                 | 2 – 1   | Flora Tallinn | Stadion: Hévízi útistadion, Boedapest Toeschouwers: 481 Scheidsrechter: Rita Vehapi |
| 4 september 2024 16:30 uur | Edwards 1', 62' V. Nagy 79' | Verslag | 5' Lillemäe   | Stadion: Hévízi útistadion, Boedapest Toeschouwers: 481 Scheidsrechter: Rita Vehapi |
| 4 september 2024 16:30 uur |                             |         |               | Stadion: Hévízi útistadion, Boedapest Toeschouwers: 481 Scheidsrechter: Rita Vehapi |
| 4 september 2024 16:30 uur |                             |         |               | Stadion: Hévízi útistadion, Boedapest Toeschouwers: 481 Scheidsrechter: Rita Vehapi |
|                            |                             |         |               |                                                                                     |

##### Troostfinale
|                            |                                                                                        |                         |                                                                      |                                                                                         |
| 7 september 2024 12:00 uur | SFK Rīga                                                                               | 0 – 0 (n.v.) 6 – 7 pen. | Flora Tallinn                                                        | Stadion: Hévízi útistadion, Boedapest Toeschouwers: 31 Scheidsrechter: Emilie Torkelsen |
| 7 september 2024 12:00 uur | Verslag                                                                                |                         |                                                                      | Stadion: Hévízi útistadion, Boedapest Toeschouwers: 31 Scheidsrechter: Emilie Torkelsen |
| 7 september 2024 12:00 uur | Strafschoppen                                                                          |                         |                                                                      | Stadion: Hévízi útistadion, Boedapest Toeschouwers: 31 Scheidsrechter: Emilie Torkelsen |
| 7 september 2024 12:00 uur | Poļuhoviča Rožaščonoka Teļukeviča Ohadiwe Baļičeva Malinovska Vainere Valaka Hropataja |                         | Palts Räämet Tammik Smirnova Lillemäe Purgats Panova Tarkmeel Õispuu | Stadion: Hévízi útistadion, Boedapest Toeschouwers: 31 Scheidsrechter: Emilie Torkelsen |
|                            |                                                                                        |                         |                                                                      |                                                                                         |

##### Finale
|                            |                              |         |                    |                                                                                         |
| 7 september 2024 16:30 uur | Vorskla Poltava              | 2 – 0   | Ferencváros        | Stadion: Hévízi útistadion, Boedapest Toeschouwers: 428 Scheidsrechter: Zulema González |
| 7 september 2024 16:30 uur | Korsoen 29' Kravtsjoek 90+4' | Verslag | 35', 67' Kubassova | Stadion: Hévízi útistadion, Boedapest Toeschouwers: 428 Scheidsrechter: Zulema González |
| 7 september 2024 16:30 uur |                              |         |                    | Stadion: Hévízi útistadion, Boedapest Toeschouwers: 428 Scheidsrechter: Zulema González |
| 7 september 2024 16:30 uur |                              |         |                    | Stadion: Hévízi útistadion, Boedapest Toeschouwers: 428 Scheidsrechter: Zulema González |
|                            |                              |         |                    |                                                                                         |

#### Toernooi 11
Gehost door FCV Farul Constanța.
|  | Halve finale        | Halve finale |                     |   | Finale | Finale |
|  |                     |              |                     |   |        |        |
|  |                     |              |                     |   |        |        |
|  |                     |              |                     |   |        |        |
|  |                     |              |                     |   |        |        |
|  | 7 september         |              |                     |   |        |        |
|  |                     |              |                     |   |        |        |
|  | Vålerenga           | 3            |                     |   |        |        |
|  | Vålerenga           | 3            | 4 september         |   |        |        |
|  |                     |              | FCV Farul Constanța | 1 |        |        |
|  | KFF Mitrovica       | 0            | FCV Farul Constanța | 1 |        |        |
|  | KFF Mitrovica       | 0            |                     |   |        |        |
|  | FCV Farul Constanța | 4            |                     |   |        |        |
|  | FCV Farul Constanța | 4            |                     |   |        |        |

##### Halve finale
|                            |               |         |                                         |                                                                                    |
| 4 september 2024 17:00 uur | KFF Mitrovica | 0 – 4   | FCV Farul Constanța                     | Stadion: Stadionul Viitorul, Ovidiu Toeschouwers: 864 Scheidsrechter: Reelika Turi |
| 4 september 2024 17:00 uur |               | Verslag | 48' Rus 58' Stancu 76' Tabita 84' Țabur | Stadion: Stadionul Viitorul, Ovidiu Toeschouwers: 864 Scheidsrechter: Reelika Turi |
| 4 september 2024 17:00 uur |               |         |                                         | Stadion: Stadionul Viitorul, Ovidiu Toeschouwers: 864 Scheidsrechter: Reelika Turi |
| 4 september 2024 17:00 uur |               |         |                                         | Stadion: Stadionul Viitorul, Ovidiu Toeschouwers: 864 Scheidsrechter: Reelika Turi |
|                            |               |         |                                         |                                                                                    |

##### Finale
|                            |                                                    |         |                     |                                                                                    |
| 7 september 2024 14:00 uur | Vålerenga                                          | 3 – 1   | FCV Farul Constanța | Stadion: Stadionul Viitorul, Ovidiu Toeschouwers: 768 Scheidsrechter: Gamze Durmuş |
| 7 september 2024 14:00 uur | Pettersen 30' Thorsnes 45+3' Thomsen 48' Sævik 78' | Verslag | 15' Bratu           | Stadion: Stadionul Viitorul, Ovidiu Toeschouwers: 768 Scheidsrechter: Gamze Durmuş |
| 7 september 2024 14:00 uur |                                                    |         |                     | Stadion: Stadionul Viitorul, Ovidiu Toeschouwers: 768 Scheidsrechter: Gamze Durmuş |
| 7 september 2024 14:00 uur |                                                    |         |                     | Stadion: Stadionul Viitorul, Ovidiu Toeschouwers: 768 Scheidsrechter: Gamze Durmuş |
|                            |                                                    |         |                     |                                                                                    |

### Niet-kampioensroute

#### Toernooi 1
Gehost door Brøndby.
|  | Halve finale       | Halve finale |              |   | Finale | Finale |
|  |                    |              |              |   |        |        |
|  | 4 september        |              |              |   |        |        |
|  |                    |              |              |   |        |        |
|  | Brøndby            | 0            |              |   |        |        |
|  | Brøndby            | 0            | 7 september  |   |        |        |
|  | Fiorentina         | 1            |              |   |        |        |
|  | Fiorentina         | 1            | Fiorentina   | 1 |        |        |
|  | 4 september        |              | Fiorentina   | 1 |        |        |
|  |                    | Ajax         | 0            |   |        |        |
|  | Ajax (w.n.v.)      | Ajax         | 0            | 4 |        |        |
|  | Ajax (w.n.v.)      |              |              | 4 |        |        |
|  | FK Kolos Kovalivka | 1            |              |   |        |        |
|  | FK Kolos Kovalivka | 1            | Troostfinale |   |        |        |
|  |                    |              |              |   |        |        |
|  | 7 september        |              |              |   |        |        |
|  |                    |              |              |   |        |        |
|  | Brøndby            | 2            |              |   |        |        |
|  | Brøndby            | 2            |              |   |        |        |
|  | FK Kolos Kovalivka | 1            |              |   |        |        |

##### Halve finales
|                            |                                                      |              |                    |                                                                                   |
| 4 september 2024 14:00 uur | Ajax                                                 | 4 – 1 (n.v.) | FK Kolos Kovalivka | Stadion: Brøndbystadion II, Brøndby Toeschouwers: 84 Scheidsrechter: Eszter Urbán |
| 4 september 2024 14:00 uur | Hoekstra 65' Keukelaar 96' Noordman 109' Sabajo 113' | Verslag      | 26' Tian           | Stadion: Brøndbystadion II, Brøndby Toeschouwers: 84 Scheidsrechter: Eszter Urbán |
| 4 september 2024 14:00 uur |                                                      |              |                    | Stadion: Brøndbystadion II, Brøndby Toeschouwers: 84 Scheidsrechter: Eszter Urbán |
| 4 september 2024 14:00 uur |                                                      |              |                    | Stadion: Brøndbystadion II, Brøndby Toeschouwers: 84 Scheidsrechter: Eszter Urbán |
|                            |                                                      |              |                    |                                                                                   |

|                            |         |         |                |                                                                                       |
| 4 september 2024 18:00 uur | Brøndby | 0 – 1   | Fiorentina     | Stadion: Brøndbystadion II, Brøndby Toeschouwers: 750 Scheidsrechter: Miriama Bočková |
| 4 september 2024 18:00 uur |         | Verslag | 39' Bonfantini | Stadion: Brøndbystadion II, Brøndby Toeschouwers: 750 Scheidsrechter: Miriama Bočková |
| 4 september 2024 18:00 uur |         |         |                | Stadion: Brøndbystadion II, Brøndby Toeschouwers: 750 Scheidsrechter: Miriama Bočková |
| 4 september 2024 18:00 uur |         |         |                | Stadion: Brøndbystadion II, Brøndby Toeschouwers: 750 Scheidsrechter: Miriama Bočková |
|                            |         |         |                |                                                                                       |

##### Troostfinale
|                            |                             |         |                    |                                                                                           |
| 7 september 2024 12:00 uur | Brøndby                     | 2 – 1   | FK Kolos Kovalivka | Stadion: Brøndbystadion II, Brøndby Toeschouwers: 164 Scheidsrechter: Franziska Wildfeuer |
| 7 september 2024 12:00 uur | Buchberg 9' Hornemann 90+3' | Verslag | 90+2' Voronina     | Stadion: Brøndbystadion II, Brøndby Toeschouwers: 164 Scheidsrechter: Franziska Wildfeuer |
| 7 september 2024 12:00 uur |                             |         |                    | Stadion: Brøndbystadion II, Brøndby Toeschouwers: 164 Scheidsrechter: Franziska Wildfeuer |
| 7 september 2024 12:00 uur |                             |         |                    | Stadion: Brøndbystadion II, Brøndby Toeschouwers: 164 Scheidsrechter: Franziska Wildfeuer |
|                            |                             |         |                    |                                                                                           |

##### Finale
|                            |      |         |            |                                                                                     |
| 7 september 2024 16:00 uur | Ajax | 0 – 1   | Fiorentina | Stadion: Brøndbystadion II, Brøndby Toeschouwers: 130 Scheidsrechter: Abigail Byrne |
| 7 september 2024 16:00 uur |      | Verslag | 82' Janogy | Stadion: Brøndbystadion II, Brøndby Toeschouwers: 130 Scheidsrechter: Abigail Byrne |
| 7 september 2024 16:00 uur |      |         |            | Stadion: Brøndbystadion II, Brøndby Toeschouwers: 130 Scheidsrechter: Abigail Byrne |
| 7 september 2024 16:00 uur |      |         |            | Stadion: Brøndbystadion II, Brøndby Toeschouwers: 130 Scheidsrechter: Abigail Byrne |
|                            |      |         |            |                                                                                     |

#### Toernooi 2
Gehost door Linköping.
|  | Halve finale          | Halve finale |              |   | Finale | Finale |
|  |                       |              |              |   |        |        |
|  | 4 september           |              |              |   |        |        |
|  |                       |              |              |   |        |        |
|  | Sparta Praag (w.n.v.) | 3            |              |   |        |        |
|  | Sparta Praag (w.n.v.) | 3            | 7 september  |   |        |        |
|  | Linköping             | 1            |              |   |        |        |
|  | Linköping             | 1            | Sparta Praag | 0 |        |        |
|  | 4 september           |              | Sparta Praag | 0 |        |        |
|  |                       | Paris FC     | 2            |   |        |        |
|  | Paris FC              | Paris FC     | 2            | 9 |        |        |
|  | Paris FC              |              |              | 9 |        |        |
|  | First Vienna FC       | 0            |              |   |        |        |
|  | First Vienna FC       | 0            | Troostfinale |   |        |        |
|  |                       |              |              |   |        |        |
|  | 7 september           |              |              |   |        |        |
|  |                       |              |              |   |        |        |
|  | Linköping             | 8            |              |   |        |        |
|  | Linköping             | 8            |              |   |        |        |
|  | First Vienna FC       | 0            |              |   |        |        |

##### Halve finales
|                            |                                                                              |         |                 |                                                                                         |
| 4 september 2024 14:00 uur | Paris FC                                                                     | 9 – 0   | First Vienna FC | Stadion: Linköping Arena, Linköping Toeschouwers: 141 Scheidsrechter: Hristiyana Guteva |
| 4 september 2024 14:00 uur | Bourdieu 5', 40', 55' Dufour 44', 46' Thiney 52' Bussy 87', 90+3' Corboz 90' | Verslag |                 | Stadion: Linköping Arena, Linköping Toeschouwers: 141 Scheidsrechter: Hristiyana Guteva |
| 4 september 2024 14:00 uur |                                                                              |         |                 | Stadion: Linköping Arena, Linköping Toeschouwers: 141 Scheidsrechter: Hristiyana Guteva |
| 4 september 2024 14:00 uur |                                                                              |         |                 | Stadion: Linköping Arena, Linköping Toeschouwers: 141 Scheidsrechter: Hristiyana Guteva |
|                            |                                                                              |         |                 |                                                                                         |

|                            |                                                                           |              |                        |                                                                                   |
| 4 september 2024 19:00 uur | Sparta Praag                                                              | 3 – 1 (n.v.) | Linköping              | Stadion: Linköping Arena, Linköping Toeschouwers: 553 Scheidsrechter: Réka Molnár |
| 4 september 2024 19:00 uur | Sonntagová 32' N. Karlsson 67' (e.d.) Kotrčová 103' Bartoňová 119' (pen.) | Verslag      | 48' Beard 118' Eckhoff | Stadion: Linköping Arena, Linköping Toeschouwers: 553 Scheidsrechter: Réka Molnár |
| 4 september 2024 19:00 uur |                                                                           |              |                        | Stadion: Linköping Arena, Linköping Toeschouwers: 553 Scheidsrechter: Réka Molnár |
| 4 september 2024 19:00 uur |                                                                           |              |                        | Stadion: Linköping Arena, Linköping Toeschouwers: 553 Scheidsrechter: Réka Molnár |
|                            |                                                                           |              |                        |                                                                                   |

##### Troostfinale
|                            | |         |                 |                                                                                      |
| 7 september 2024 13:00 uur | Linköping                                                                                           | 8 – 0   | First Vienna FC | Stadion: Linköping Arena, Linköping Toeschouwers: 275 Scheidsrechter: Olga Blotskaya |
| 7 september 2024 13:00 uur | N. Karlsson 27' Ólafsdóttir Grós 33' Dirdal 45+2', 48', 79' Höcherl 49' (e.d.) Doran 63' Lundin 75' | Verslag | 17', 21' Hahn   | Stadion: Linköping Arena, Linköping Toeschouwers: 275 Scheidsrechter: Olga Blotskaya |
| 7 september 2024 13:00 uur | |         |                 | Stadion: Linköping Arena, Linköping Toeschouwers: 275 Scheidsrechter: Olga Blotskaya |
| 7 september 2024 13:00 uur | |         |                 | Stadion: Linköping Arena, Linköping Toeschouwers: 275 Scheidsrechter: Olga Blotskaya |
|                            | |         |                 |                                                                                      |

##### Finale
|                            |                       |         |              |                                                                                    |
| 7 september 2024 18:00 uur | Paris FC              | 2 – 0   | Sparta Praag | Stadion: Linköping Arena, Linköping Toeschouwers: 179 Scheidsrechter: Deborah Anex |
| 7 september 2024 18:00 uur | Matéo 36' Korošec 85' | Verslag |              | Stadion: Linköping Arena, Linköping Toeschouwers: 179 Scheidsrechter: Deborah Anex |
| 7 september 2024 18:00 uur |                       |         |              | Stadion: Linköping Arena, Linköping Toeschouwers: 179 Scheidsrechter: Deborah Anex |
| 7 september 2024 18:00 uur |                       |         |              | Stadion: Linköping Arena, Linköping Toeschouwers: 179 Scheidsrechter: Deborah Anex |
|                            |                       |         |              |                                                                                    |

#### Toernooi 3
Gehost door Arsenal.
|  | Halve finale       | Halve finale |              |       | Finale | Finale |
|  |                    |              |              |       |        |        |
|  | 4 september        |              |              |       |        |        |
|  |                    |              |              |       |        |        |
|  | Arsenal            | 6            |              |       |        |        |
|  | Arsenal            | 6            | 7 september  |       |        |        |
|  | Rangers            | 0            |              |       |        |        |
|  | Rangers            | 0            | Arsenal      | 1     |        |        |
|  | 4 september        |              | Arsenal      | 1     |        |        |
|  |                    | Rosenborg    | 0            |       |        |        |
|  | Atlético Madrid    | Rosenborg    | 0            | 2 (2) |        |        |
|  | Atlético Madrid    |              |              | 2 (2) |        |        |
|  | Rosenborg (w.n.s.) | 2 (3)        |              |       |        |        |
|  | Rosenborg (w.n.s.) | 2 (3)        | Troostfinale |       |        |        |
|  |                    |              |              |       |        |        |
|  | 7 september        |              |              |       |        |        |
|  |                    |              |              |       |        |        |
|  | Rangers            | 0            |              |       |        |        |
|  | Rangers            | 0            |              |       |        |        |
|  | Atlético Madrid    | 3            |              |       |        |        |

##### Halve finales
|                            |                                       |                         |                                      |                                                                                     |
| 4 september 2024 13:00 uur | Atlético Madrid                       | 2 – 2 (n.v.) 2 – 3 pen. | Rosenborg                            | Stadion: Meadow Park, Borehamwood Toeschouwers: 494 Scheidsrechter: Jelena Pejković |
| 4 september 2024 13:00 uur | Fiamma 20' Lauren 119'                | Verslag                 | 90+1' Holum 105+1' Tomter            | Stadion: Meadow Park, Borehamwood Toeschouwers: 494 Scheidsrechter: Jelena Pejković |
| 4 september 2024 13:00 uur | Strafschoppen                         |                         |                                      | Stadion: Meadow Park, Borehamwood Toeschouwers: 494 Scheidsrechter: Jelena Pejković |
| 4 september 2024 13:00 uur | Otermin Jensen G. García Pinto Medina |                         | Åhgren Sørum Marcussen Dahl Harviken | Stadion: Meadow Park, Borehamwood Toeschouwers: 494 Scheidsrechter: Jelena Pejković |
|                            |                                       |                         |                                      |                                                                                     |

|                            |                                                      |         |         |                                                                                    |
| 4 september 2024 20:30 uur | Arsenal                                              | 6 – 0   | Rangers | Stadion: Meadow Park, Borehamwood Toeschouwers: 3.487 Scheidsrechter: Rasa Grigonė |
| 4 september 2024 20:30 uur | Foord 16', 59', 69', 90' Russo 60' Little 86' (pen.) | Verslag |         | Stadion: Meadow Park, Borehamwood Toeschouwers: 3.487 Scheidsrechter: Rasa Grigonė |
| 4 september 2024 20:30 uur |                                                      |         |         | Stadion: Meadow Park, Borehamwood Toeschouwers: 3.487 Scheidsrechter: Rasa Grigonė |
| 4 september 2024 20:30 uur |                                                      |         |         | Stadion: Meadow Park, Borehamwood Toeschouwers: 3.487 Scheidsrechter: Rasa Grigonė |
|                            |                                                      |         |         |                                                                                    |

##### Troostfinale
|                            |                                      |         |         |                                                                                   |
| 7 september 2024 13:00 uur | Atlético Madrid                      | 3 – 0   | Rangers | Stadion: Meadow Park, Borehamwood Toeschouwers: 824 Scheidsrechter: Minka Vekkeli |
| 7 september 2024 13:00 uur | Jensen 42' Guijarro 63' Bøe Risa 77' | Verslag |         | Stadion: Meadow Park, Borehamwood Toeschouwers: 824 Scheidsrechter: Minka Vekkeli |
| 7 september 2024 13:00 uur |                                      |         |         | Stadion: Meadow Park, Borehamwood Toeschouwers: 824 Scheidsrechter: Minka Vekkeli |
| 7 september 2024 13:00 uur |                                      |         |         | Stadion: Meadow Park, Borehamwood Toeschouwers: 824 Scheidsrechter: Minka Vekkeli |
|                            |                                      |         |         |                                                                                   |

##### Finale
|                            |            |         |           |                                                                                        |
| 7 september 2024 20:30 uur | Arsenal    | 1 – 0   | Rosenborg | Stadion: Meadow Park, Borehamwood Toeschouwers: 3.164 Scheidsrechter: Michalina Diakow |
| 7 september 2024 20:30 uur | Maanum 19' | Verslag |           | Stadion: Meadow Park, Borehamwood Toeschouwers: 3.164 Scheidsrechter: Michalina Diakow |
| 7 september 2024 20:30 uur |            |         |           | Stadion: Meadow Park, Borehamwood Toeschouwers: 3.164 Scheidsrechter: Michalina Diakow |
| 7 september 2024 20:30 uur |            |         |           | Stadion: Meadow Park, Borehamwood Toeschouwers: 3.164 Scheidsrechter: Michalina Diakow |
|                            |            |         |           |                                                                                        |

#### Toernooi 4
Gehost door Breiðablik.
|  | Halve finale        | Halve finale |              |   | Finale | Finale |
|  |                     |              |              |   |        |        |
|  | 4 september         |              |              |   |        |        |
|  |                     |              |              |   |        |        |
|  | FK Minsk            | 1            |              |   |        |        |
|  | FK Minsk            | 1            | 7 september  |   |        |        |
|  | Breiðablik          | 6            |              |   |        |        |
|  | Breiðablik          | 6            | Breiðablik   | 0 |        |        |
|  | 4 september         |              | Breiðablik   | 0 |        |        |
|  |                     | Sporting CP  | 2            |   |        |        |
|  | Eintracht Frankfurt | Sporting CP  | 2            | 0 |        |        |
|  | Eintracht Frankfurt |              |              | 0 |        |        |
|  | Sporting CP         | 2            |              |   |        |        |
|  | Sporting CP         | 2            | Troostfinale |   |        |        |
|  |                     |              |              |   |        |        |
|  | 7 september         |              |              |   |        |        |
|  |                     |              |              |   |        |        |
|  | FK Minsk            | 0            |              |   |        |        |
|  | FK Minsk            | 0            |              |   |        |        |
|  | Eintracht Frankfurt | 6            |              |   |        |        |

##### Halve finales
|                            |                     |         |                       |                                                                                      |
| 4 september 2024 16:00 uur | Eintracht Frankfurt | 0 – 2   | Sporting CP           | Stadion: Kópavogsvöllur, Kópavogur Toeschouwers: 94 Scheidsrechter: Zuzana Valentová |
| 4 september 2024 16:00 uur |                     | Verslag | 14' Neto 90+4' Borges | Stadion: Kópavogsvöllur, Kópavogur Toeschouwers: 94 Scheidsrechter: Zuzana Valentová |
| 4 september 2024 16:00 uur |                     |         |                       | Stadion: Kópavogsvöllur, Kópavogur Toeschouwers: 94 Scheidsrechter: Zuzana Valentová |
| 4 september 2024 16:00 uur |                     |         |                       | Stadion: Kópavogsvöllur, Kópavogur Toeschouwers: 94 Scheidsrechter: Zuzana Valentová |
|                            |                     |         |                       |                                                                                      |

|                            |                     |         |                                                                                  |                                                                                    |
| 4 september 2024 21:00 uur | FK Minsk            | 1 – 6   | Breiðablik                                                                       | Stadion: Kópavogsvöllur, Kópavogur Toeschouwers: 264 Scheidsrechter: Katalin Sipos |
| 4 september 2024 21:00 uur | Mirosjnitsjenko 39' | Verslag | 2' V. Kristjánsdóttir 23', 53', 79' Ásbjörnsdóttir 26' A. Bjarnadóttir 34' Smith | Stadion: Kópavogsvöllur, Kópavogur Toeschouwers: 264 Scheidsrechter: Katalin Sipos |
| 4 september 2024 21:00 uur |                     |         |                                                                                  | Stadion: Kópavogsvöllur, Kópavogur Toeschouwers: 264 Scheidsrechter: Katalin Sipos |
| 4 september 2024 21:00 uur |                     |         |                                                                                  | Stadion: Kópavogsvöllur, Kópavogur Toeschouwers: 264 Scheidsrechter: Katalin Sipos |
|                            |                     |         |                                                                                  |                                                                                    |

##### Troostfinale
|                            |                                                   |         |          |                                                                                        |
| 7 september 2024 13:00 uur | Eintracht Frankfurt                               | 6 – 0   | FK Minsk | Stadion: Kópavogsvöllur, Kópavogur Toeschouwers: 86 Scheidsrechter: Araksya Saribekyan |
| 7 september 2024 13:00 uur | Chiba 12', 90' Freigang 15', 28', 45+2' Gräwe 69' | Verslag |          | Stadion: Kópavogsvöllur, Kópavogur Toeschouwers: 86 Scheidsrechter: Araksya Saribekyan |
| 7 september 2024 13:00 uur |                                                   |         |          | Stadion: Kópavogsvöllur, Kópavogur Toeschouwers: 86 Scheidsrechter: Araksya Saribekyan |
| 7 september 2024 13:00 uur |                                                   |         |          | Stadion: Kópavogsvöllur, Kópavogur Toeschouwers: 86 Scheidsrechter: Araksya Saribekyan |
|                            |                                                   |         |          |                                                                                        |

##### Finale
|                            |            |         |                    |                                                                                      |
| 7 september 2024 20:30 uur | Breiðablik | 0 – 2   | Sporting CP        | Stadion: Kópavogsvöllur, Kópavogur Toeschouwers: 704 Scheidsrechter: Deborah Bianchi |
| 7 september 2024 20:30 uur |            | Verslag | 4', 74' Encarnação | Stadion: Kópavogsvöllur, Kópavogur Toeschouwers: 704 Scheidsrechter: Deborah Bianchi |
| 7 september 2024 20:30 uur |            |         |                    | Stadion: Kópavogsvöllur, Kópavogur Toeschouwers: 704 Scheidsrechter: Deborah Bianchi |
| 7 september 2024 20:30 uur |            |         |                    | Stadion: Kópavogsvöllur, Kópavogur Toeschouwers: 704 Scheidsrechter: Deborah Bianchi |
|                            |            |         |                    |                                                                                      |

## Tweede ronde
De loting voor tweede ronde vond plaats op 9 september 2024. De heenwedstrijden werden op 18, 19 en 22 september gespeeld en de terugwedstrijden werden op 25 en 26 september 2024 gespeeld. De winnaars plaatsten zich voor de groepsfase.

### Loting
Bij de lotingen werd op basis van de UEFA-clubcoëfficiënten een lijst opgemaakt met zeven geplaatste en ongeplaatste clubs uit de kampioensroute en vijf geplaatste en ongeplaatste clubs via de niet-kampioensroute. De 24 deelnemende clubs werden verdeeld over twaalf wedstrijden waarin onderling een thuis- en uitwedstrijd werd gespeeld. Clubs die als eerste geloot waren speelden de eerste wedstrijd thuis en clubs uit hetzelfde land konden niet tegen elkaar geloot worden.
| Geplaatst                                                                                      | Ongeplaatst                                                                                 |
| ---------------------------------------------------------------------------------------------- | ------------------------------------------------------------------------------------------- |
| - SL Benfica - Slavia Praag - Sankt Pölten - AS Roma - FC Twente - Vålerenga - Vorskla Poltava | - RSC Anderlecht - Servette FC - ŽNK Mura - ŽNK Osijek - Celtic - Hammarby IF - Galatasaray |

| Geplaatst                                                                       | Ongeplaatst                                                  |
| ------------------------------------------------------------------------------- | ------------------------------------------------------------ |
| - Paris Saint-Germain - VfL Wolfsburg - Arsenal - Real Madrid - Manchester City | - Juventus - BK Häcken - Paris FC - Fiorentina - Sporting CP |

### Kampioenen
| Team 1          | Tot.    | Team 2          | 1e wedstr. | 2e wedstr.   |
| --------------- | ------- | --------------- | ---------- | ------------ |
| Sankt Pölten    | 8 – 0   | ŽNK Mura        | 3 – 0      | 5 – 0        |
| Hammarby IF     | 3 – 2 * | SL Benfica      | 1 – 2      | 2 – 0        |
| ŽNK Osijek      | 1 – 8   | FC Twente       | 1 – 4      | 0 – 4        |
| Galatasaray     | 4 – 3   | SK Slavia Praag | 2 – 2      | 2 – 1 (n.v.) |
| AS Roma         | 10 – 3  | Servette FC     | 3 – 1      | 7 – 2        |
| Anderlecht      | 1 – 5   | Vålerenga       | 1 – 2      | 0 – 3        |
| Vorskla Poltava | 0 – 3   | Celtic          | 0 – 1      | 0 – 2        |

Bijz.: * Deze wedstrijd werd omgedraaid na de oorspronkelijke loting.

#### Wedstrijden
|                             |                                  |         |          |                                                                                  |
| 19 september 2024 19:00 uur | Sankt Pölten                     | 3 – 0   | ŽNK Mura | Stadion: NV Arena, Sankt Pölten Toeschouwers: 627 Scheidsrechter: Olga Blotskaya |
| 19 september 2024 19:00 uur | Dubcová 65' Pekel 73' Križaj 79' | Verslag |          | Stadion: NV Arena, Sankt Pölten Toeschouwers: 627 Scheidsrechter: Olga Blotskaya |
| 19 september 2024 19:00 uur |                                  |         |          | Stadion: NV Arena, Sankt Pölten Toeschouwers: 627 Scheidsrechter: Olga Blotskaya |
| 19 september 2024 19:00 uur |                                  |         |          | Stadion: NV Arena, Sankt Pölten Toeschouwers: 627 Scheidsrechter: Olga Blotskaya |
|                             |                                  |         |          |                                                                                  |

|                                                                              |          |         |                                                     |                                                                                              |
| 26 september 2024 19:00 uur                                                  | ŽNK Mura | 0 – 5   | Sankt Pölten                                        | Stadion: Fazanerijastadion, Murska Sobota Toeschouwers: 1.198 Scheidsrechter: Eleni Antoniou |
| 26 september 2024 19:00 uur                                                  |          | Verslag | 3', 10' Mädl 34' Pekel 67' Vračević 88' (pen.) Zver | Stadion: Fazanerijastadion, Murska Sobota Toeschouwers: 1.198 Scheidsrechter: Eleni Antoniou |
| 26 september 2024 19:00 uur                                                  |          |         |                                                     | Stadion: Fazanerijastadion, Murska Sobota Toeschouwers: 1.198 Scheidsrechter: Eleni Antoniou |
| 26 september 2024 19:00 uur                                                  |          |         |                                                     | Stadion: Fazanerijastadion, Murska Sobota Toeschouwers: 1.198 Scheidsrechter: Eleni Antoniou |
| Bijz.: Sankt Pölten won over twee wedstrijden met een totaalscore van 8 – 0. |          |         |                                                     |                                                                                              |

|                             |              |         |                              |                                                                                      |
| 18 september 2024 19:00 uur | Hammarby IF  | 1 – 2   | SL Benfica                   | Stadion: Tele2 Arena, Stockholm Toeschouwers: 12.062 Scheidsrechter: Miriama Bočková |
| 18 september 2024 19:00 uur | Blakstad 16' | Verslag | 39' Martín-Prieto 47' Norton | Stadion: Tele2 Arena, Stockholm Toeschouwers: 12.062 Scheidsrechter: Miriama Bočková |
| 18 september 2024 19:00 uur |              |         |                              | Stadion: Tele2 Arena, Stockholm Toeschouwers: 12.062 Scheidsrechter: Miriama Bočková |
| 18 september 2024 19:00 uur |              |         |                              | Stadion: Tele2 Arena, Stockholm Toeschouwers: 12.062 Scheidsrechter: Miriama Bočková |
|                             |              |         |                              |                                                                                      |

|                                                                          |            |         |                             |                                                                                       |
| 25 september 2024 21:00 uur                                              | SL Benfica | 0 – 2   | Hammarby IF                 | Stadion: Benfica Campus, Seixal Toeschouwers: 812 Scheidsrechter: Désirée Grundbacher |
| 25 september 2024 21:00 uur                                              |            | Verslag | 16' Blakstad 90+5' Tandberg | Stadion: Benfica Campus, Seixal Toeschouwers: 812 Scheidsrechter: Désirée Grundbacher |
| 25 september 2024 21:00 uur                                              |            |         |                             | Stadion: Benfica Campus, Seixal Toeschouwers: 812 Scheidsrechter: Désirée Grundbacher |
| 25 september 2024 21:00 uur                                              |            |         |                             | Stadion: Benfica Campus, Seixal Toeschouwers: 812 Scheidsrechter: Désirée Grundbacher |
| Bijz.: Hammarby won over twee wedstrijden met een totaalscore van 3 – 2. |            |         |                             |                                                                                       |

|                             |            |         |                                                    |                                                                                         |
| 18 september 2024 14:30 uur | ŽNK Osijek | 1 – 4   | FC Twente                                          | Stadion: Stadion Gradski vrt, Osijek Toeschouwers: 100 Scheidsrechter: Michalina Diakow |
| 18 september 2024 14:30 uur | Balić 27'  | Verslag | 7' Peddemors 54' Tuin 70' Van Dijk 77' Andradóttir | Stadion: Stadion Gradski vrt, Osijek Toeschouwers: 100 Scheidsrechter: Michalina Diakow |
| 18 september 2024 14:30 uur |            |         |                                                    | Stadion: Stadion Gradski vrt, Osijek Toeschouwers: 100 Scheidsrechter: Michalina Diakow |
| 18 september 2024 14:30 uur |            |         |                                                    | Stadion: Stadion Gradski vrt, Osijek Toeschouwers: 100 Scheidsrechter: Michalina Diakow |
|                             |            |         |                                                    |                                                                                         |

|                                                                           |                                                  |         |            |                                                                                             |
| 26 september 2024 19:45 uur                                               | FC Twente                                        | 4 – 0   | ŽNK Osijek | Stadion: De Grolsch Veste, Enschede Toeschouwers: 1.619 Scheidsrechter: Olatz Rivera Olmedo |
| 26 september 2024 19:45 uur                                               | Van Dooren 25' Tuin 38' Te Brake 45+1' Galic 50' | Verslag |            | Stadion: De Grolsch Veste, Enschede Toeschouwers: 1.619 Scheidsrechter: Olatz Rivera Olmedo |
| 26 september 2024 19:45 uur                                               |                                                  |         |            | Stadion: De Grolsch Veste, Enschede Toeschouwers: 1.619 Scheidsrechter: Olatz Rivera Olmedo |
| 26 september 2024 19:45 uur                                               |                                                  |         |            | Stadion: De Grolsch Veste, Enschede Toeschouwers: 1.619 Scheidsrechter: Olatz Rivera Olmedo |
| Bijz.: FC Twente won over twee wedstrijden met een totaalscore van 8 – 1. |                                                  |         |            |                                                                                             |

|                             |                   |         |                                 |                                                                                       |
| 19 september 2024 18:00 uur | Galatasaray       | 2 – 2   | SK Slavia Praag                 | Stadion: Rams Park, Istanboel Toeschouwers: 1.412 Scheidsrechter: Ana Maria Terteleac |
| 19 september 2024 18:00 uur | Stašková 56', 66' | Verslag | 76' Szewieczková 90+8' Košíková | Stadion: Rams Park, Istanboel Toeschouwers: 1.412 Scheidsrechter: Ana Maria Terteleac |
| 19 september 2024 18:00 uur |                   |         |                                 | Stadion: Rams Park, Istanboel Toeschouwers: 1.412 Scheidsrechter: Ana Maria Terteleac |
| 19 september 2024 18:00 uur |                   |         |                                 | Stadion: Rams Park, Istanboel Toeschouwers: 1.412 Scheidsrechter: Ana Maria Terteleac |
|                             |                   |         |                                 |                                                                                       |

|                                                                             |                    |              |                           |                                                                                     |
| 25 september 2024 18:00 uur                                                 | SK Slavia Praag    | 1 – 2 (n.v.) | Galatasaray               | Stadion: Fortuna Arena, Praag Toeschouwers: 4.113 Scheidsrechter: Hristiyana Guteva |
| 25 september 2024 18:00 uur                                                 | Karataş 31' (e.d.) | Verslag      | 50' Karabulut 100' Parlak | Stadion: Fortuna Arena, Praag Toeschouwers: 4.113 Scheidsrechter: Hristiyana Guteva |
| 25 september 2024 18:00 uur                                                 |                    |              |                           | Stadion: Fortuna Arena, Praag Toeschouwers: 4.113 Scheidsrechter: Hristiyana Guteva |
| 25 september 2024 18:00 uur                                                 |                    |              |                           | Stadion: Fortuna Arena, Praag Toeschouwers: 4.113 Scheidsrechter: Hristiyana Guteva |
| Bijz.: Galatasaray won over twee wedstrijden met een totaalscore van 4 – 3. |                    |              |                           |                                                                                     |

|                             |                             |         |              |                                                                                     |
| 18 september 2024 14:30 uur | AS Roma                     | 3 – 1   | Servette FC  | Stadion: Stadio Tre Fontane, Rome Toeschouwers: 1.199 Scheidsrechter: Abigail Byrne |
| 18 september 2024 14:30 uur | Minami 38' Viens 85', 90+3' | Verslag | 55' Korhonen | Stadion: Stadio Tre Fontane, Rome Toeschouwers: 1.199 Scheidsrechter: Abigail Byrne |
| 18 september 2024 14:30 uur |                             |         |              | Stadion: Stadio Tre Fontane, Rome Toeschouwers: 1.199 Scheidsrechter: Abigail Byrne |
| 18 september 2024 14:30 uur |                             |         |              | Stadion: Stadio Tre Fontane, Rome Toeschouwers: 1.199 Scheidsrechter: Abigail Byrne |
|                             |                             |         |              |                                                                                     |

|                                                                          |                       |         |                                                                          |                                                                                       |
| 26 september 2024 19:00 uur                                              | Servette FC           | 2 – 7   | AS Roma                                                                  | Stadion: Stade de Genève, Genève Toeschouwers: 6.107 Scheidsrechter: Jelena Cvetković |
| 26 september 2024 19:00 uur                                              | Saoud 23' Marchão 59' | Verslag | 12' Haavi 14', 56' Dragoni 42' Giugliano 45+1' Kumagai 62', 90' Giacinti | Stadion: Stade de Genève, Genève Toeschouwers: 6.107 Scheidsrechter: Jelena Cvetković |
| 26 september 2024 19:00 uur                                              |                       |         |                                                                          | Stadion: Stade de Genève, Genève Toeschouwers: 6.107 Scheidsrechter: Jelena Cvetković |
| 26 september 2024 19:00 uur                                              |                       |         |                                                                          | Stadion: Stade de Genève, Genève Toeschouwers: 6.107 Scheidsrechter: Jelena Cvetković |
| Bijz.: AS Roma won over twee wedstrijden met een totaalscore van 10 – 3. |                       |         |                                                                          |                                                                                       |

|                             |            |         |                                 |                                                                                             |
| 18 september 2024 19:30 uur | Anderlecht | 1 – 2   | Vålerenga                       | Stadion: Koning Boudewijnstadion, Brussel Toeschouwers: 351 Scheidsrechter: Deborah Bianchi |
| 18 september 2024 19:30 uur | Vătafu 29' | Verslag | 14' Kovacs 16' Sævik 42' Kovacs | Stadion: Koning Boudewijnstadion, Brussel Toeschouwers: 351 Scheidsrechter: Deborah Bianchi |
| 18 september 2024 19:30 uur |            |         |                                 | Stadion: Koning Boudewijnstadion, Brussel Toeschouwers: 351 Scheidsrechter: Deborah Bianchi |
| 18 september 2024 19:30 uur |            |         |                                 | Stadion: Koning Boudewijnstadion, Brussel Toeschouwers: 351 Scheidsrechter: Deborah Bianchi |
|                             |            |         |                                 |                                                                                             |

|                                                                           |                                  |         |            |                                                                              |
| 25 september 2024 18:30 uur                                               | Vålerenga                        | 3 – 0   | Anderlecht | Stadion: Intility Arena, Oslo Toeschouwers: 2.129 Scheidsrechter: Alina Peşu |
| 25 september 2024 18:30 uur                                               | Bjelde 70' Thomsen 75' Sævik 81' | Verslag |            | Stadion: Intility Arena, Oslo Toeschouwers: 2.129 Scheidsrechter: Alina Peşu |
| 25 september 2024 18:30 uur                                               |                                  |         |            | Stadion: Intility Arena, Oslo Toeschouwers: 2.129 Scheidsrechter: Alina Peşu |
| 25 september 2024 18:30 uur                                               |                                  |         |            | Stadion: Intility Arena, Oslo Toeschouwers: 2.129 Scheidsrechter: Alina Peşu |
| Bijz.: Vålerenga won over twee wedstrijden met een totaalscore van 5 – 1. |                                  |         |            |                                                                              |

|                             |                 |         |          | |
| 22 september 2024 13:00 uur | Vorskla Poltava | 0 – 1   | Celtic   | Stadion: Excelsior Stadium, Airdrie (Schotland) Toeschouwers: 744 Scheidsrechter: Michaela Pachtová |
| 22 september 2024 13:00 uur |                 | Verslag | 5' Agnew | Stadion: Excelsior Stadium, Airdrie (Schotland) Toeschouwers: 744 Scheidsrechter: Michaela Pachtová |
| 22 september 2024 13:00 uur |                 |         |          | Stadion: Excelsior Stadium, Airdrie (Schotland) Toeschouwers: 744 Scheidsrechter: Michaela Pachtová |
| 22 september 2024 13:00 uur |                 |         |          | Stadion: Excelsior Stadium, Airdrie (Schotland) Toeschouwers: 744 Scheidsrechter: Michaela Pachtová |
|                             |                 |         |          | |

|                                                                        |                         |         |                 |                                                                                         |
| 26 september 2024 20:15 uur                                            | Celtic                  | 2 – 0   | Vorskla Poltava | Stadion: Excelsior Stadium, Airdrie Toeschouwers: 1.149 Scheidsrechter: Lina Lehtovaara |
| 26 september 2024 20:15 uur                                            | Lawton 52' McGregor 62' | Verslag |                 | Stadion: Excelsior Stadium, Airdrie Toeschouwers: 1.149 Scheidsrechter: Lina Lehtovaara |
| 26 september 2024 20:15 uur                                            |                         |         |                 | Stadion: Excelsior Stadium, Airdrie Toeschouwers: 1.149 Scheidsrechter: Lina Lehtovaara |
| 26 september 2024 20:15 uur                                            |                         |         |                 | Stadion: Excelsior Stadium, Airdrie Toeschouwers: 1.149 Scheidsrechter: Lina Lehtovaara |
| Bijz.: Celtic won over twee wedstrijden met een totaalscore van 3 – 0. |                         |         |                 |                                                                                         |

### Niet-kampioenen
| Team 1      | Tot.   | Team 2              | 1e wedstr. | 2e wedstr. |
| ----------- | ------ | ------------------- | ---------- | ---------- |
| Sporting CP | 2 – 5  | Real Madrid         | 1 – 2      | 1 – 3      |
| Juventus    | 5 – 2  | Paris Saint-Germain | 3 – 1      | 2 – 1      |
| Paris FC    | 0 – 8  | Manchester City     | 0 – 5      | 0 – 3      |
| Fiorentina  | 0 – 12 | VfL Wolfsburg       | 0 – 7      | 0 – 5      |
| BK Häcken   | 1 – 4  | Arsenal             | 1 – 0      | 0 – 4      |

#### Wedstrijden
|                             |                    |         |                           |                                                                                             |
| 19 september 2024 17:00 uur | Sporting CP        | 1 – 2   | Real Madrid               | Stadion: Aurélio Pereirastadion, Alcochete Toeschouwers: 624 Scheidsrechter: Emanuela Rusta |
| 19 september 2024 17:00 uur | Bravo 45+4' (pen.) | Verslag | 11' Athenea 90+6' Leupolz | Stadion: Aurélio Pereirastadion, Alcochete Toeschouwers: 624 Scheidsrechter: Emanuela Rusta |
| 19 september 2024 17:00 uur |                    |         |                           | Stadion: Aurélio Pereirastadion, Alcochete Toeschouwers: 624 Scheidsrechter: Emanuela Rusta |
| 19 september 2024 17:00 uur |                    |         |                           | Stadion: Aurélio Pereirastadion, Alcochete Toeschouwers: 624 Scheidsrechter: Emanuela Rusta |
|                             |                    |         |                           |                                                                                             |

|                                                                             |                               |         |             |                                                                                                |
| 26 september 2024 20:00 uur                                                 | Real Madrid                   | 3 – 1   | Sporting CP | Stadion: Estadio Alfredo Di Stéfano, Madrid Toeschouwers: 1.238 Scheidsrechter: Shona Shukrula |
| 26 september 2024 20:00 uur                                                 | Toletti 7', 51' Redondo 90+4' | Verslag | 5' Capeta   | Stadion: Estadio Alfredo Di Stéfano, Madrid Toeschouwers: 1.238 Scheidsrechter: Shona Shukrula |
| 26 september 2024 20:00 uur                                                 |                               |         |             | Stadion: Estadio Alfredo Di Stéfano, Madrid Toeschouwers: 1.238 Scheidsrechter: Shona Shukrula |
| 26 september 2024 20:00 uur                                                 |                               |         |             | Stadion: Estadio Alfredo Di Stéfano, Madrid Toeschouwers: 1.238 Scheidsrechter: Shona Shukrula |
| Bijz.: Real Madrid won over twee wedstrijden met een totaalscore van 5 – 2. |                               |         |             |                                                                                                |

|                             |                                        |         |                     |                                                                                            |
| 18 september 2024 19:00 uur | Juventus                               | 3 – 1   | Paris Saint-Germain | Stadion: Stadio Vittorio Pozzo, Biella Toeschouwers: 1.080 Scheidsrechter: Fabienne Michel |
| 18 september 2024 19:00 uur | Vangsgaard 7' Cantore 34' Bennison 61' | Verslag | 12' Samoura         | Stadion: Stadio Vittorio Pozzo, Biella Toeschouwers: 1.080 Scheidsrechter: Fabienne Michel |
| 18 september 2024 19:00 uur |                                        |         |                     | Stadion: Stadio Vittorio Pozzo, Biella Toeschouwers: 1.080 Scheidsrechter: Fabienne Michel |
| 18 september 2024 19:00 uur |                                        |         |                     | Stadion: Stadio Vittorio Pozzo, Biella Toeschouwers: 1.080 Scheidsrechter: Fabienne Michel |
|                             |                                        |         |                     |                                                                                            |

|                                                                          |                     |         |                         |                                                                                          |
| 26 september 2024 18:45 uur                                              | Paris Saint-Germain | 1 – 2   | Juventus                | Stadion: Campus PSG, Poissy Toeschouwers: 807 Scheidsrechter: Frida Mia Klarlund Nielsen |
| 26 september 2024 18:45 uur                                              | Leuchter 54' (pen.) | Verslag | 3' Cantore 72' Bonansea | Stadion: Campus PSG, Poissy Toeschouwers: 807 Scheidsrechter: Frida Mia Klarlund Nielsen |
| 26 september 2024 18:45 uur                                              |                     |         |                         | Stadion: Campus PSG, Poissy Toeschouwers: 807 Scheidsrechter: Frida Mia Klarlund Nielsen |
| 26 september 2024 18:45 uur                                              |                     |         |                         | Stadion: Campus PSG, Poissy Toeschouwers: 807 Scheidsrechter: Frida Mia Klarlund Nielsen |
| Bijz.: Juventus won over twee wedstrijden met een totaalscore van 5 – 2. |                     |         |                         |                                                                                          |

|                             |          |         |                                                |                                                                                        |
| 18 september 2024 19:00 uur | Paris FC | 0 – 5   | Manchester City                                | Stadion: Stade Charléty, Parijs Toeschouwers: 3.633 Scheidsrechter: Sandra Braz Bastos |
| 18 september 2024 19:00 uur |          | Verslag | 36' Miedema 38', 58' Park 49' Fowler 79' Kelly | Stadion: Stade Charléty, Parijs Toeschouwers: 3.633 Scheidsrechter: Sandra Braz Bastos |
| 18 september 2024 19:00 uur |          |         |                                                | Stadion: Stade Charléty, Parijs Toeschouwers: 3.633 Scheidsrechter: Sandra Braz Bastos |
| 18 september 2024 19:00 uur |          |         |                                                | Stadion: Stade Charléty, Parijs Toeschouwers: 3.633 Scheidsrechter: Sandra Braz Bastos |
|                             |          |         |                                                |                                                                                        |

|                                                                                 |                               |         |          |                                                                                       |
| 26 september 2024 20:00 uur                                                     | Manchester City               | 3 – 0   | Paris FC | Stadion: Academy Stadium, Manchester Toeschouwers: 1.971 Scheidsrechter: Ewa Augustyn |
| 26 september 2024 20:00 uur                                                     | Kelly 2' Shaw 31', 65' (pen.) | Verslag |          | Stadion: Academy Stadium, Manchester Toeschouwers: 1.971 Scheidsrechter: Ewa Augustyn |
| 26 september 2024 20:00 uur                                                     |                               |         |          | Stadion: Academy Stadium, Manchester Toeschouwers: 1.971 Scheidsrechter: Ewa Augustyn |
| 26 september 2024 20:00 uur                                                     |                               |         |          | Stadion: Academy Stadium, Manchester Toeschouwers: 1.971 Scheidsrechter: Ewa Augustyn |
| Bijz.: Manchester City won over twee wedstrijden met een totaalscore van 8 – 0. |                               |         |          |                                                                                       |

|                             |            |         |                                                            |                                                                                         |
| 18 september 2024 20:00 uur | Fiorentina | 0 – 7   | VfL Wolfsburg                                              | Stadion: Stadio Curva Fiesole, Florence Toeschouwers: 476 Scheidsrechter: Minka Vekkeli |
| 18 september 2024 20:00 uur |            | Verslag | 6', 24' Hegering 38', 53', 57' Popp 44' Brand 83' Endemann | Stadion: Stadio Curva Fiesole, Florence Toeschouwers: 476 Scheidsrechter: Minka Vekkeli |
| 18 september 2024 20:00 uur |            |         |                                                            | Stadion: Stadio Curva Fiesole, Florence Toeschouwers: 476 Scheidsrechter: Minka Vekkeli |
| 18 september 2024 20:00 uur |            |         |                                                            | Stadion: Stadio Curva Fiesole, Florence Toeschouwers: 476 Scheidsrechter: Minka Vekkeli |
|                             |            |         |                                                            |                                                                                         |

|                                                                                |                                                  |         |                      |                                                                                        |
| 25 september 2024 18:30 uur                                                    | VfL Wolfsburg                                    | 5 – 0   | Fiorentina           | Stadion: AOK Stadion, Wolfsburg Toeschouwers: 1.956 Scheidsrechter: Stéphanie Frappart |
| 25 september 2024 18:30 uur                                                    | Kalma 3' Endemann 33', 49' Brand 77' Sellner 89' | Verslag | 87', 90+3' Pastrenge | Stadion: AOK Stadion, Wolfsburg Toeschouwers: 1.956 Scheidsrechter: Stéphanie Frappart |
| 25 september 2024 18:30 uur                                                    |                                                  |         |                      | Stadion: AOK Stadion, Wolfsburg Toeschouwers: 1.956 Scheidsrechter: Stéphanie Frappart |
| 25 september 2024 18:30 uur                                                    |                                                  |         |                      | Stadion: AOK Stadion, Wolfsburg Toeschouwers: 1.956 Scheidsrechter: Stéphanie Frappart |
| Bijz.: VfL Wolfsburg won over twee wedstrijden met een totaalscore van 12 – 0. |                                                  |         |                      |                                                                                        |

|                             |             |         |         |                                                                                    |
| 18 september 2024 19:00 uur | BK Häcken   | 1 – 0   | Arsenal | Stadion: Hisingen Arena, Göteborg Toeschouwers: 5.862 Scheidsrechter: Riem Hussein |
| 18 september 2024 19:00 uur | Tindell 77' | Verslag |         | Stadion: Hisingen Arena, Göteborg Toeschouwers: 5.862 Scheidsrechter: Riem Hussein |
| 18 september 2024 19:00 uur |             |         |         | Stadion: Hisingen Arena, Göteborg Toeschouwers: 5.862 Scheidsrechter: Riem Hussein |
| 18 september 2024 19:00 uur |             |         |         | Stadion: Hisingen Arena, Göteborg Toeschouwers: 5.862 Scheidsrechter: Riem Hussein |
|                             |             |         |         |                                                                                    |

|                                                                         |                                             |         |           |                                                                                       |
| 26 september 2024 20:30 uur                                             | Arsenal                                     | 4 – 0   | BK Häcken | Stadion: Meadow Park, Borehamwood Toeschouwers: 2.828 Scheidsrechter: Catarina Campos |
| 26 september 2024 20:30 uur                                             | Wälti 23' Caldentey 40' Mead 49' Maanum 78' | Verslag |           | Stadion: Meadow Park, Borehamwood Toeschouwers: 2.828 Scheidsrechter: Catarina Campos |
| 26 september 2024 20:30 uur                                             |                                             |         |           | Stadion: Meadow Park, Borehamwood Toeschouwers: 2.828 Scheidsrechter: Catarina Campos |
| 26 september 2024 20:30 uur                                             |                                             |         |           | Stadion: Meadow Park, Borehamwood Toeschouwers: 2.828 Scheidsrechter: Catarina Campos |
| Bijz.: Arsenal won over twee wedstrijden met een totaalscore van 4 – 1. |                                             |         |           |                                                                                       |